# Chevrolet Classic
El Chevrolet Classic es un automóvil del Segmento B producido desde 2010 por General Motors en las plantas que posee en Alvear, Pcia. de Santa Fe Argentina (hasta el 31 de octubre de 2016) y hasta finales de 2013 en la de Sao Jose dos Pinhais donde la línea de montaje fue luego utilizada para el proyecto Onix/Prisma. A pesar de esto, continuó comercializado en Brasil importado desde Argentina hasta agosto de 2016 cuando fue quitado definitivamente del catálogo de la marca. En cambio en Argentina continuó en catálogo hasta finales de 2016/principios del 2017, aunque incluso en 2018, registraba ventas del remanente de stock de 0km Se comercializó también en varios países de Latinoamérica. Fue el penúltimo integrante que sobrevivió de la familia Opel Corsa B, ya que el último es un derivado (Chevrolet Agile).

## Historia
El Chevrolet Classic está basado en el Opel Corsa de segunda generación (Corsa B), y el rediseño que estudió Chevrolet (GM4200) para el mercado chino donde se comercializó como Chevrolet Sail (SGM7165). El Classic fue el reemplazo en el año 2010 para la línea del Chevrolet Corsa Classic que se producía sin mayores variantes desde 1997 en Latinoamérica.

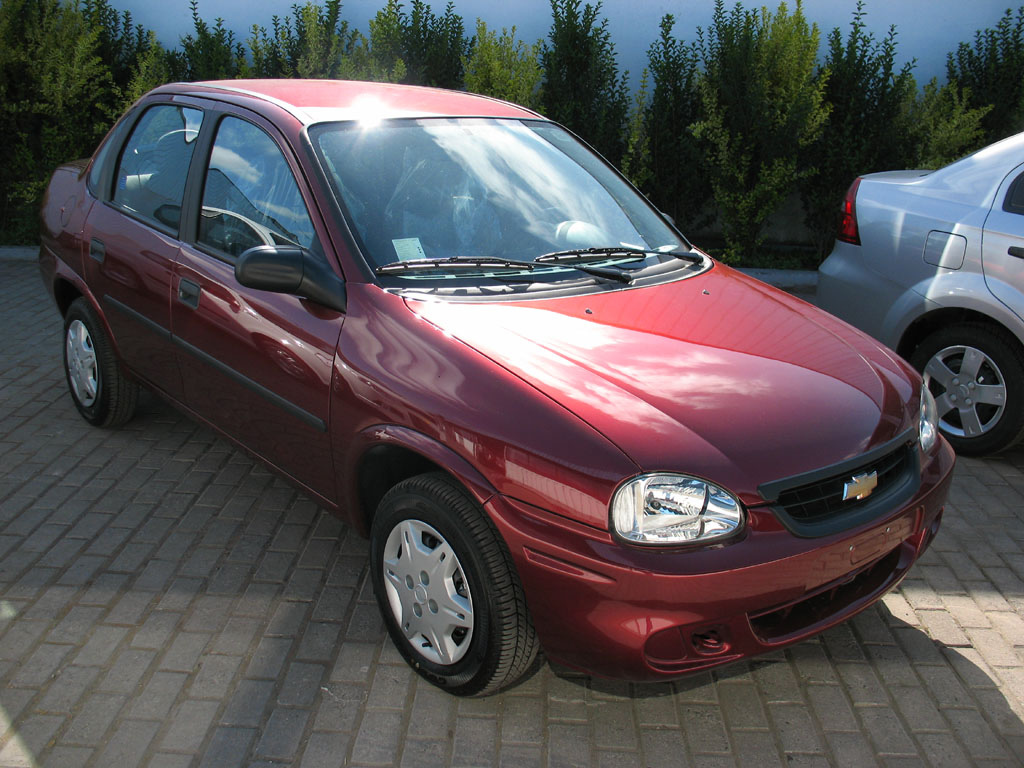
Chevrolet Corsa Classic (reemplazado)
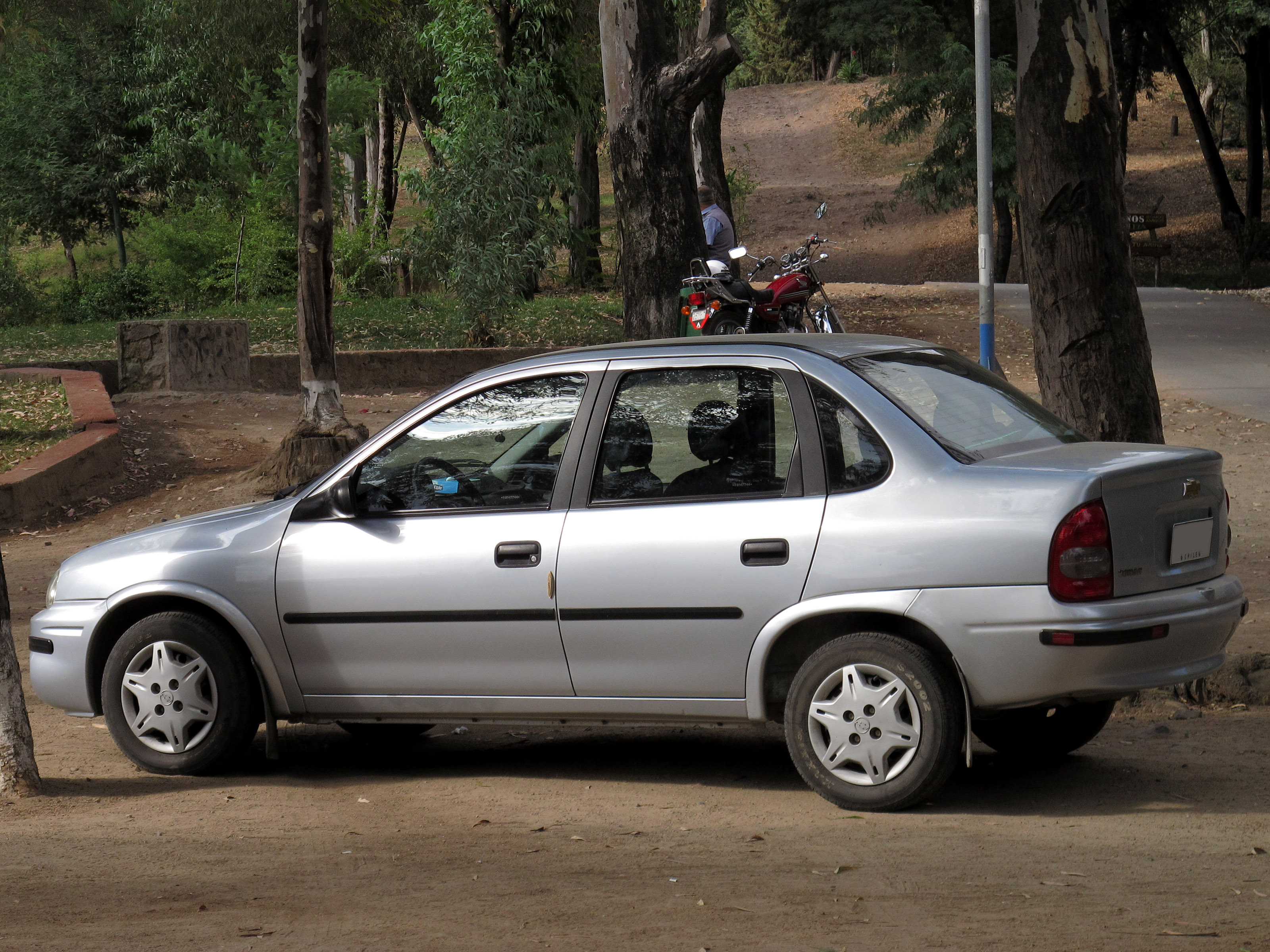
Chevrolet Corsa Classic (reemplazado)

Este rediseño (GM4200) fue realizado en abril de 2010 sobre la carrocería Sedán (maletero con 390 L de capacidad) y familiar denominada Wagon (maletero con 378 L de capacidad ampliables) del Chevrolet Corsa. Se caracteriza por adoptar un fuerte rediseño del sector frontal agiornando el mismo a la nueva imagen de marca con parrilla de generosas dimensiones, nuevas ópticas y paragolpes como también capó. El lateral casi no observa variantes solamente en los protectores contra pequeños toques de estacionamiento y luces adicionales de giro. En su parte posterior se modificaron ciertos aspectos como la tapa del maletero, que en los sedanes incorpora la luz de la matrícula y las luces traseras. También se modifican los parachoques, dándole un aspecto más armónico a la nueva línea.
Para enero de 2013 este vehículo, que mantuvo el interior muy similar al Corsa original, incorpora doble airbag frontal y frenos con ABS para adecuarse a las exigencias locales de seguridad. De este modo se adelantó a la normativa que entraba en vigencia en el Mercosur en 2014.
En cuanto a motorizaciones, en Brasil equipó un motor tipo flexifuel de 1.0 VHC-E LS "Flex Power", mientras que en los otros mercados se comercializa con un bloque 1.4L MPFI, con cajas de velocidades de cinco marchas sincronizadas y reversa.
El 22 de septiembre de 2013 GM Brasil anunció el cese de producción en ese país del sedán, en ese momento uno de los más baratos de Argentina y el sedán más vendido de Brasil, fabricado a un ritmo de 150 unidades al día. No obstante en el sindicato brasileño se opuso firmemente a la decisión y para septiembre se reanudó su producción a un ritmo menor. Finalmente para 2014 ya no se fabricaba en Brasil y sería reemplazado por la versión Joy del Prisma. De este modo Argentina fue el último reducto de producción del Classic.

### Final de producción
Hacía agosto GM Argentina anunció que el modelo dejaba de ser comercializado por Plan de Ahorro. No obstante sus últimas unidades estuvieron disponibles en los concesionarios hasta agotar stock.
Chevrolet estudió a finales de 2016 reemplazar en el corto plazo, es decir durante el 2017, al Classic con una versión específica y básica de entrada de gama del Chevrolet Prisma a la que denomina Joy. La misma se ofrece como LS con un equipamiento básico de aire acondicionado y dirección asistida (hidráulica) y una variante LS+ que suma levantacristales eléctricos delanteros no automáticos sin antipinzado y luneta térmica (desempañador de luneta) faltantes en la versión básica. Esto ocurrió en lo inmediato en Brasil para mayo de 2016 y otros mercados. Mientras que de forma paulatina el cambio de modelos se dio en el mercado argentino hasta que se agote el stock remanente. Incluso en 2018 y a casi dos años de su salida de la línea de producción, aún se registran patentamientos, pero no se produce desde el 31 de octubre de 2016.
El motivo oficial que dio GM Argentina por la discontinuación en su planta de Alvear del Classic, fue que tuvo que dejar lugar en la línea de montaje para el nuevo Chevrolet Cruze II hatchback 5 puertas. Este vehículo, que ya está siendo producido en Argentina, además para completar sus cupos de fabricación demandó el cese de producción el 23 de diciembre de 2016 del Chevrolet Agile que encontró como reemplazo al Chevrolet Onix en su variante compacta.

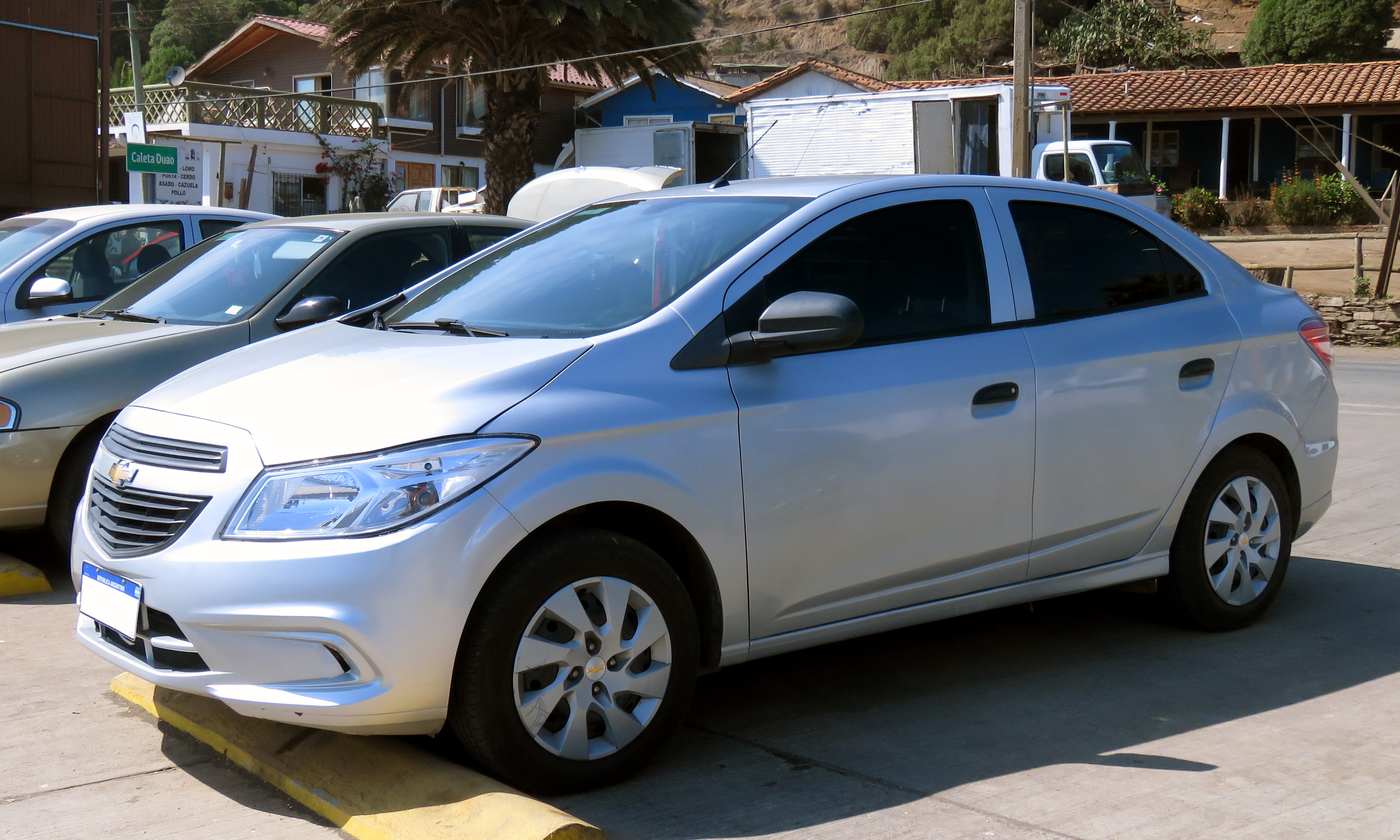
Chevrolet Prisma LT (similar al Joy)
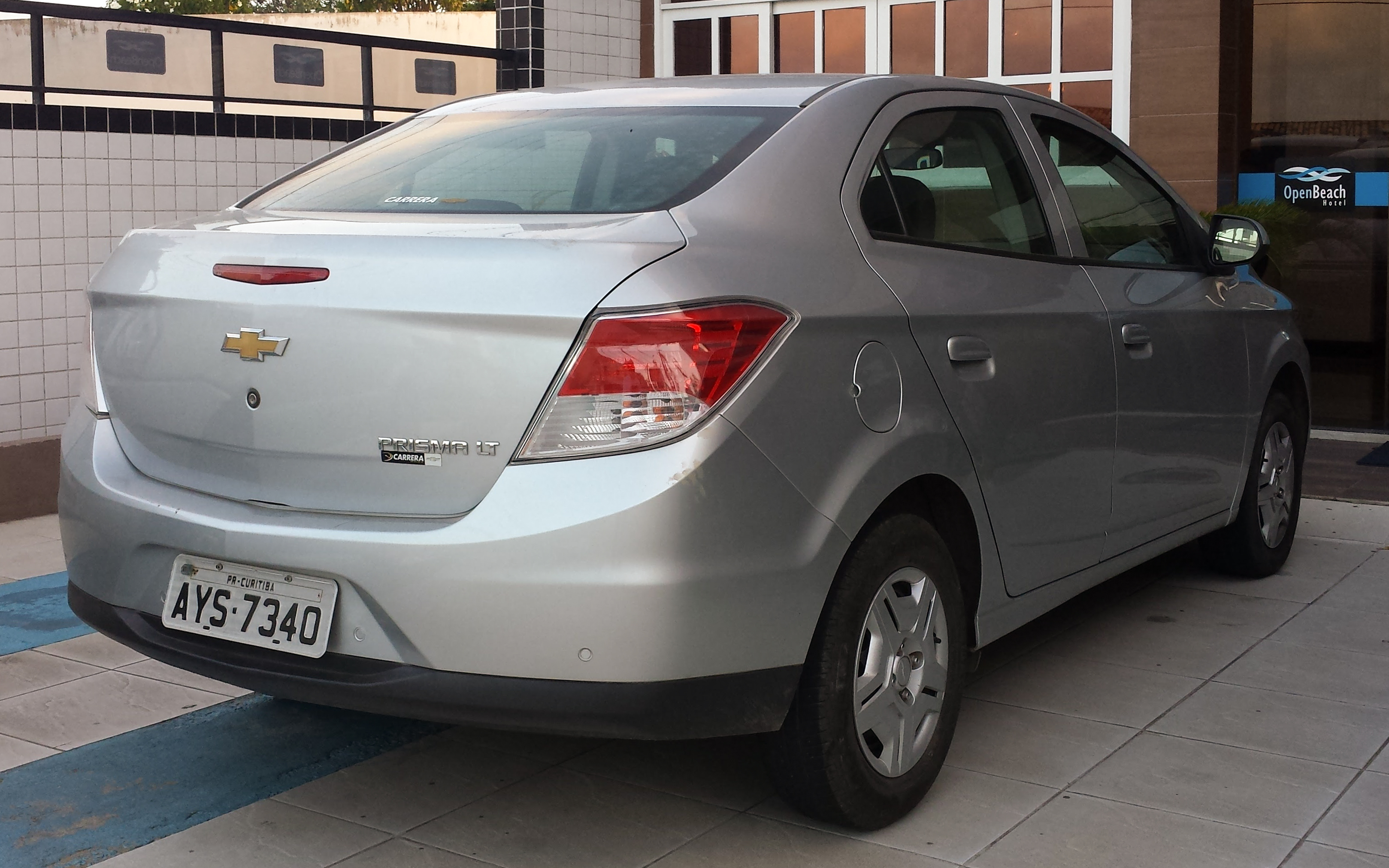
Chevrolet Prisma LT (similar al Joy)

### Subasta línea de Alvear
Con motivo del pasado cese en la producción y readecuación de la fábrica a la nueva inversión (Proyecto A.V.A), GM Argentina sacó a subasta pública con fecha del 21 de junio de 2019, gran parte de la línea de montaje de donde se producían el Classic y Ágile en Alvear, Pcia. de Santa Fe Argentina. Los lotes que se ofrecieron en esta subasta, estaban conformados por vigas, balancines, herramientas de soldadura, cilindros neumáticos y hasta tubos fluorescentes/ventiladores. Todos operaron en la línea de producción del Agile y del Classic.
Como dato curioso, se remataron trece robots Fanuc R200IA, usados en tareas de soldadura, movimiento y montaje de piezas en la zona de estampado de carrocerías. Los mismos podían tener faltantes de piezas o no estar en condiciones de funcionar.
Finalmente se vendieron por un monto total aproximado de cinco millones de pesos argentinos (estimados en USD 115.000). Este fue el resultado de la subasta en línea que contó con participantes de diferentes puntos del planeta.

## Variantes
Dentro de las variantes desarrolladas se encuentran la compacta de 3 puertas, la rural Wagon y la utilitaria Cargo.

### Rural
En septiembre de 2010 se presentó el Classic Wagon (también fue denominada SW según mercado), su variante rural que se convirtió en el auto familiar. Las versiones fueron LS Y LT. Fue desde su lanzamiento el más barato de los vehículos rurales.
Para 2012 se cesó la producción de la variante familiar. Pese a su corto tiempo de vida logró mayores ventas que su máximo rival el Gol Country según datos de los patentamientos 2011.

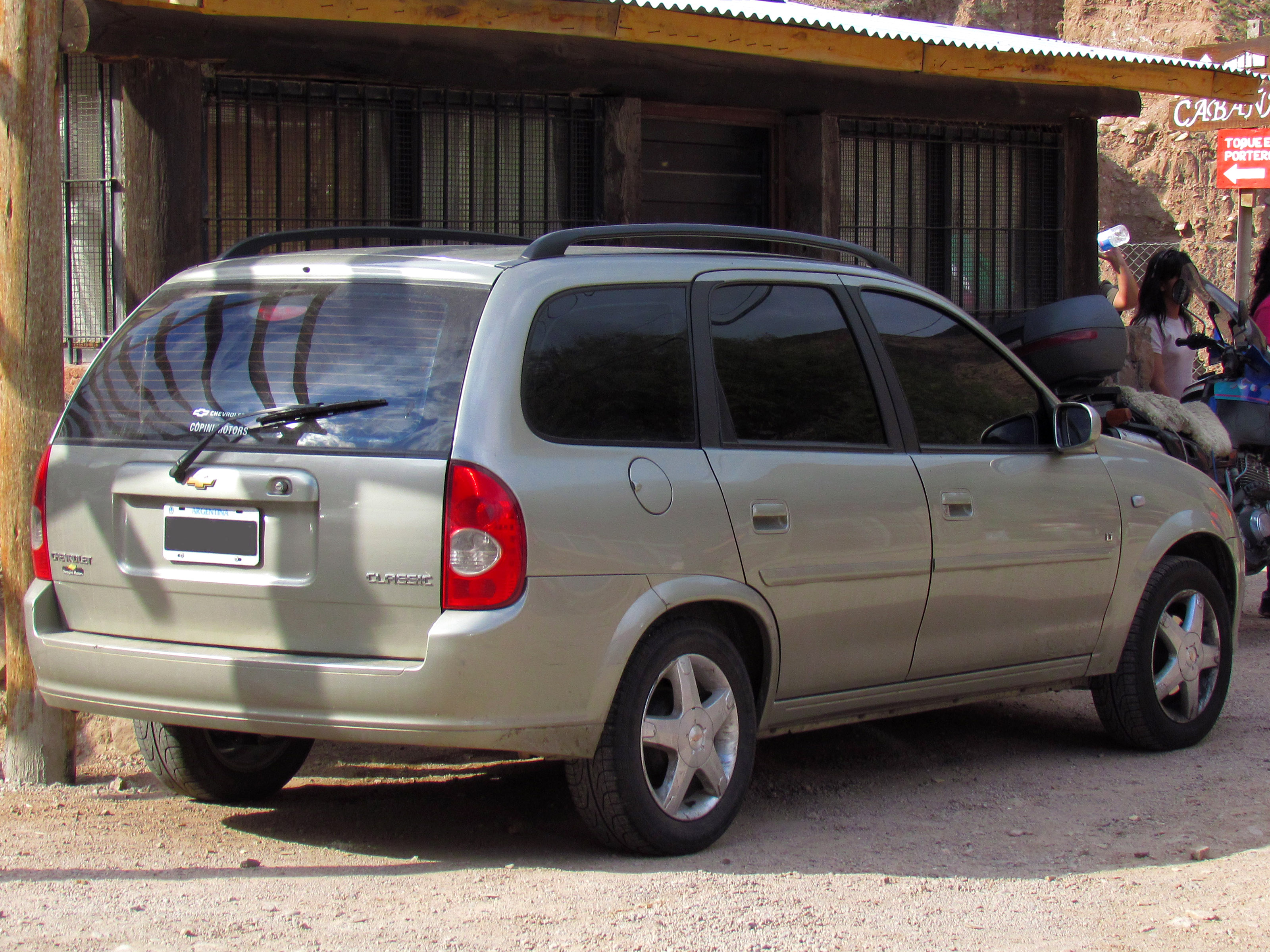
Classic Wagon LT con llantas
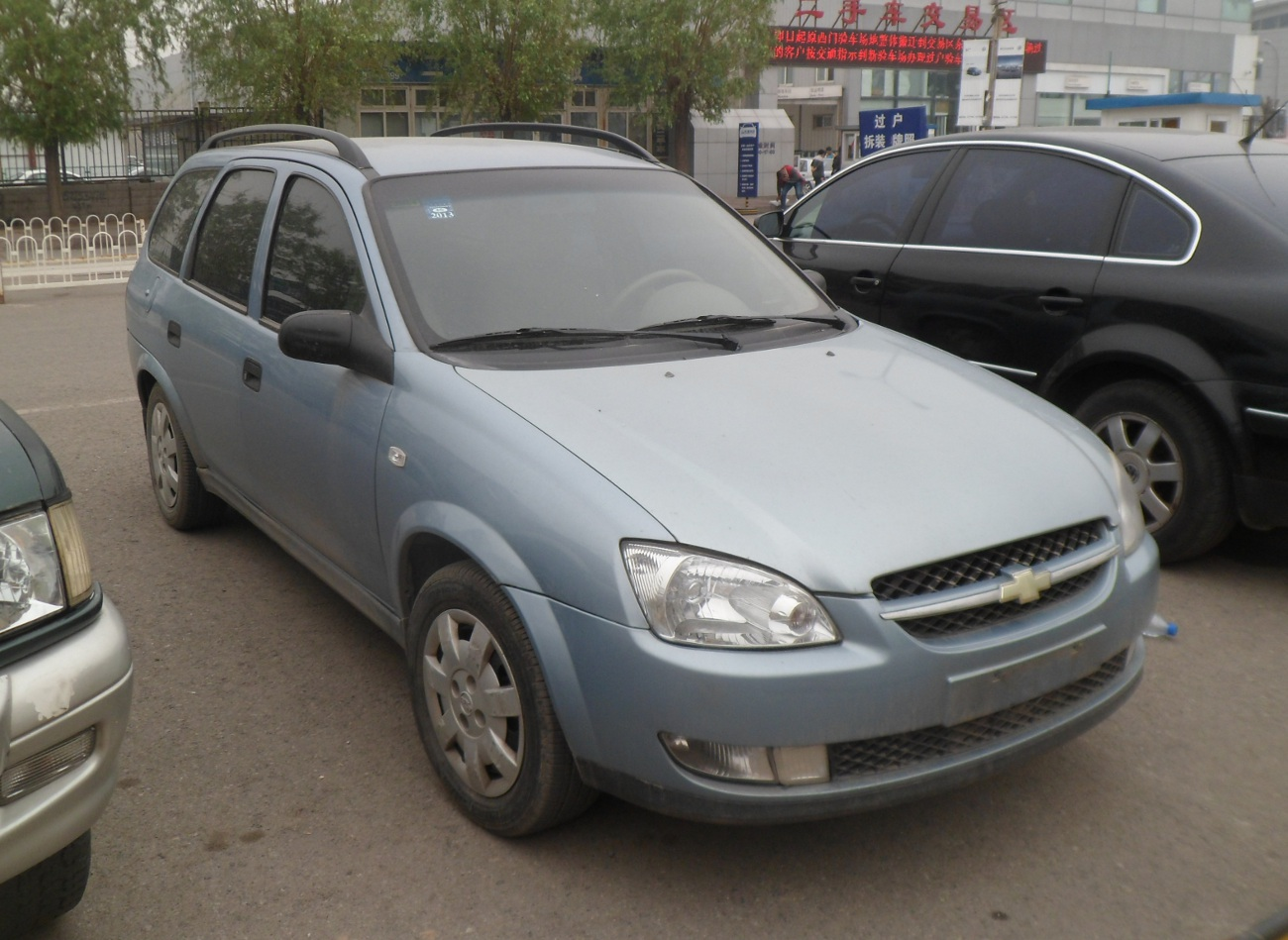
Classic Wagon con agregado de antinieblas

### Hatchback 3 puertas pasajeros y utilitario
Para la variante 3 puertas del Chevrolet Corsa Classic, se pensó un rediseño que lo asemejara al del sedán aunque este nunca llegó y solo cambió su nombre a Classic a partir de mayo de 2010.
Al mismo tiempo se lanzó una versión utilitaria del 3 puertas sin asiento posterior y con una rejilla divisora del espacio de carga que terminaría llamándose Classic Cargo. Su equipamiento estaba reducido tan solo a la radio. Llegó a ser el más barato auto de Argentina.
En 2011 serían reemplazados por el Chevrolet Celta importados del Brasil, que además agregó la carrocería 5 puertas.

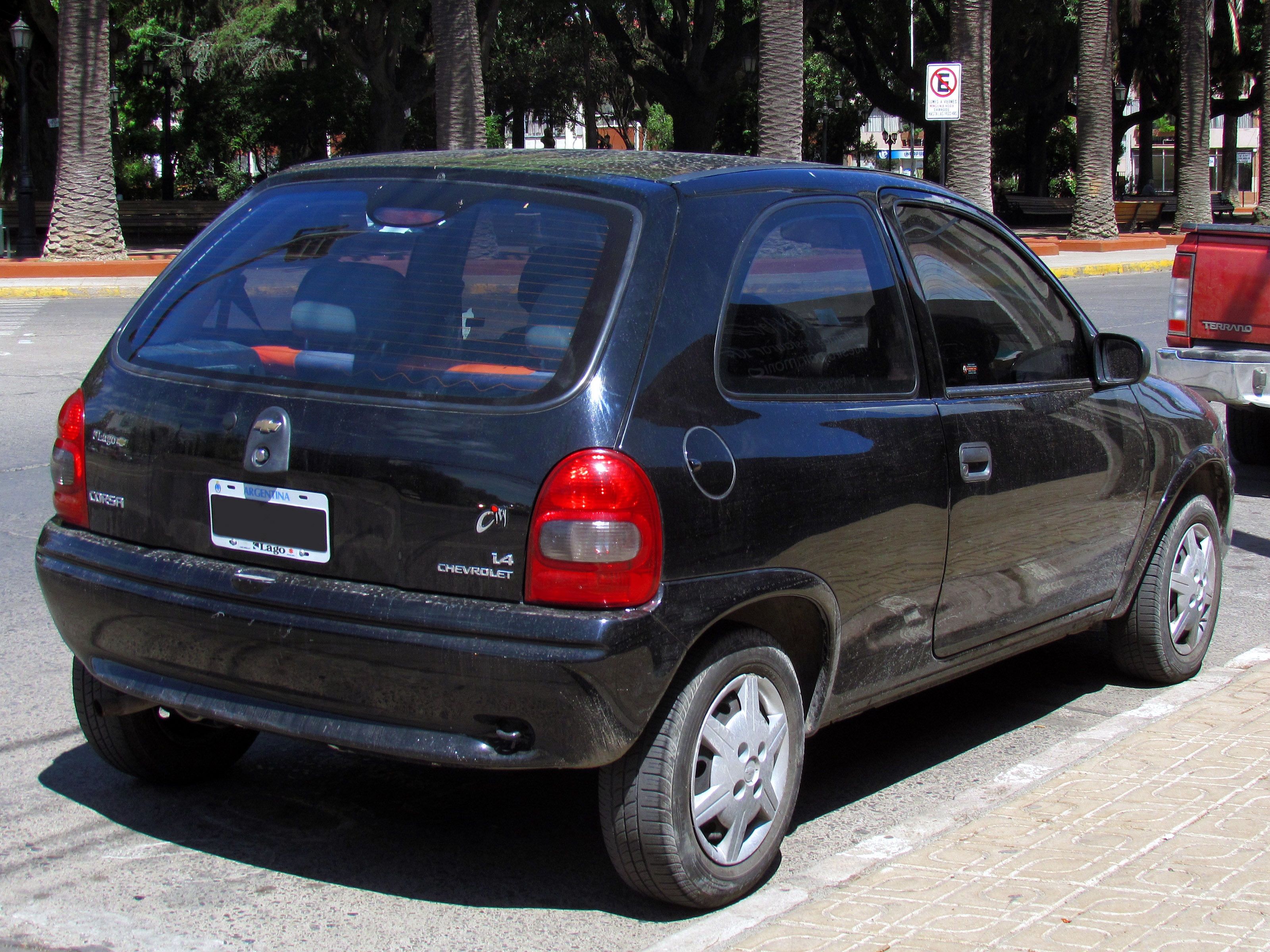
Vista posterior del Classic City
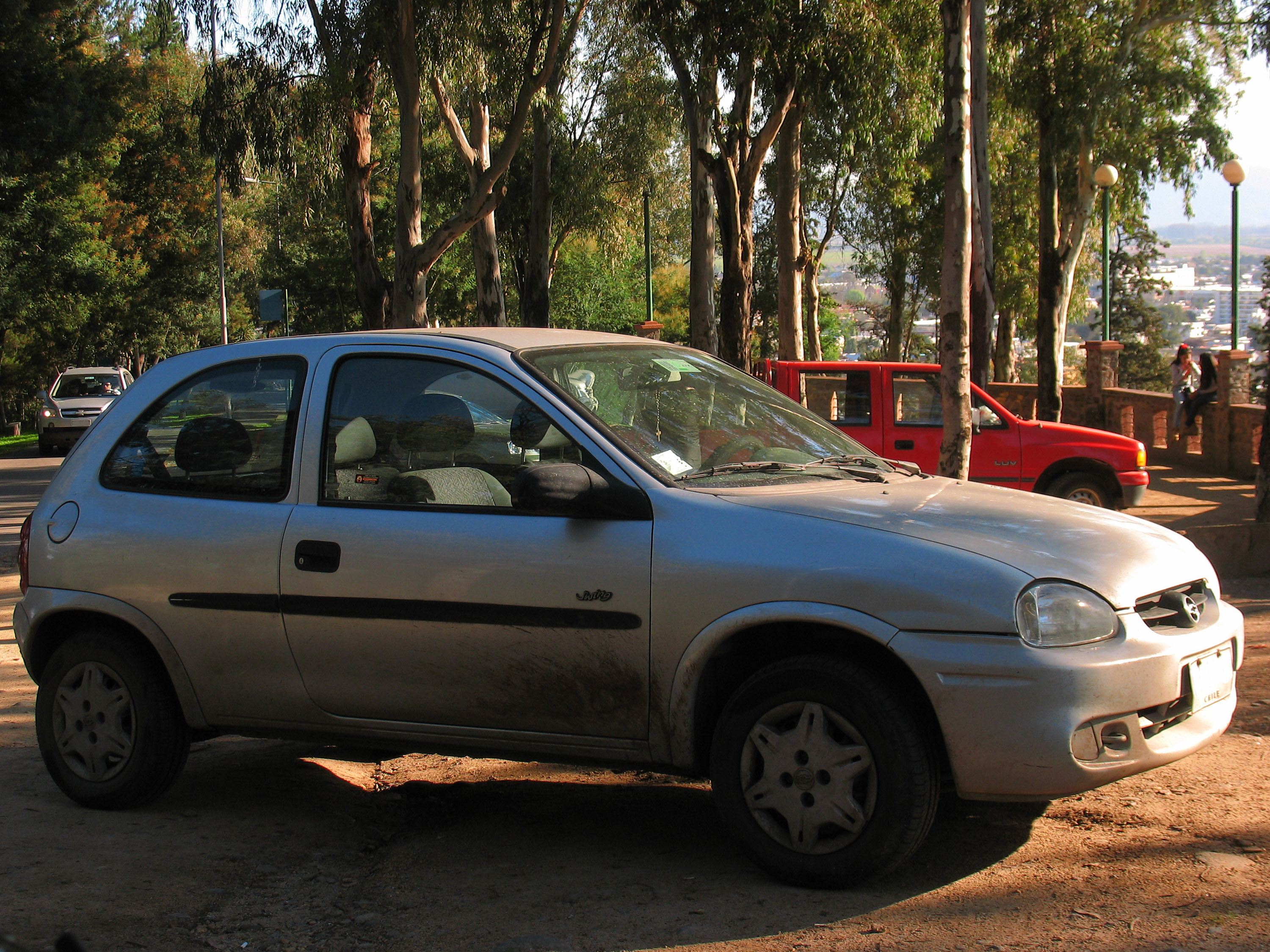
EL Classic 3 puertas sin otro variante más que el nombre

## Otros derivados

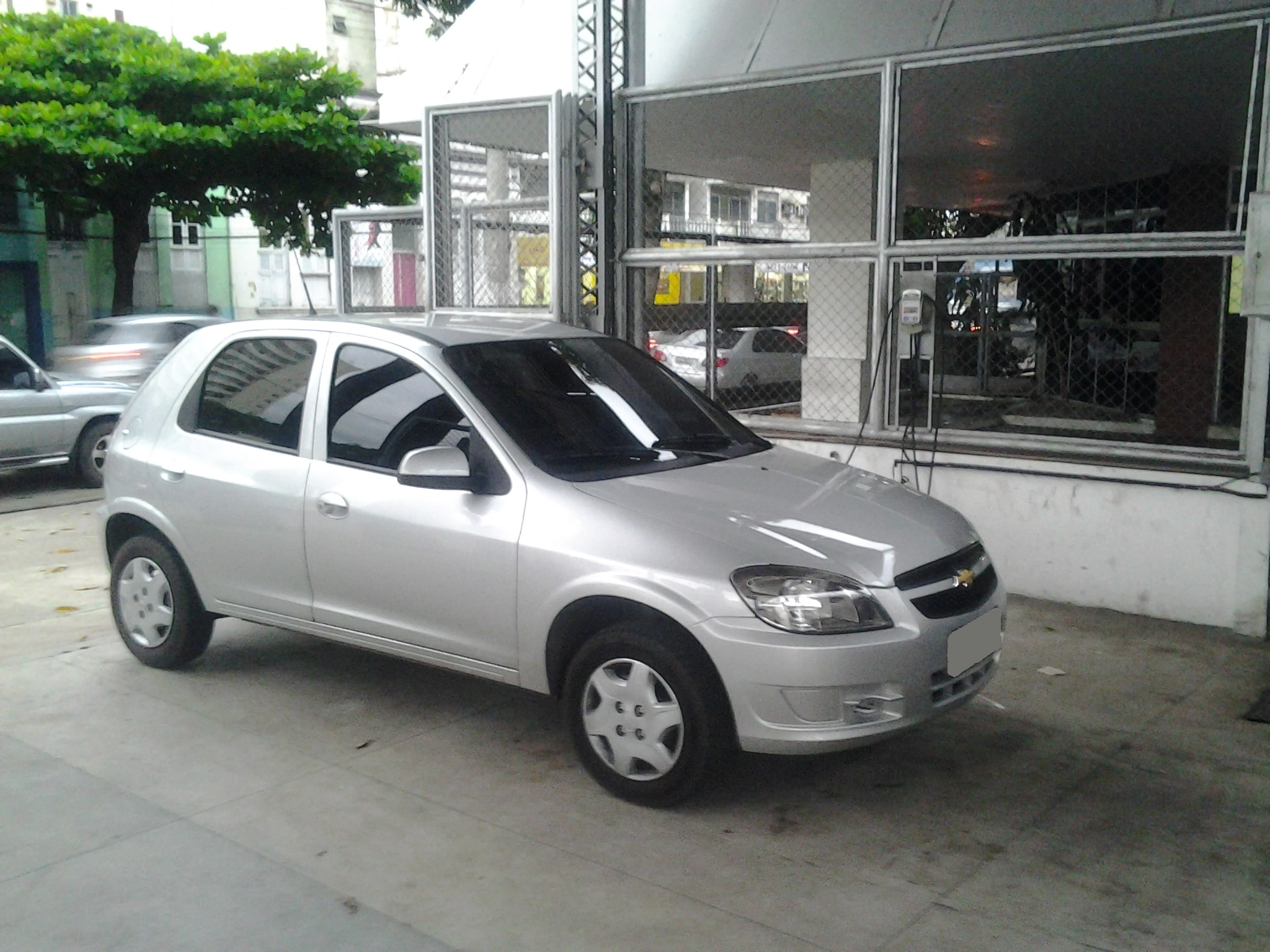
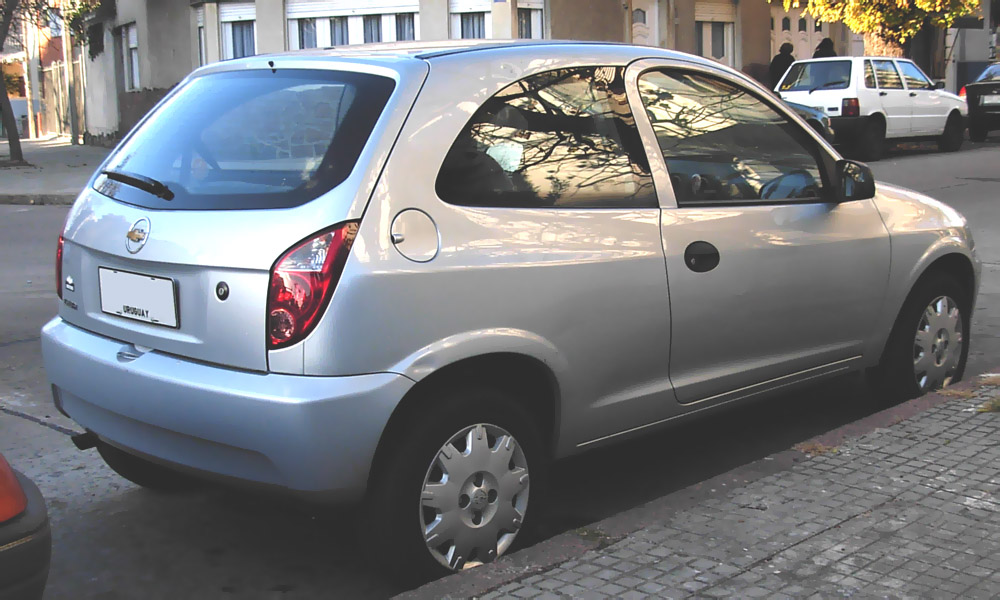

Existieron otros dos modelos de diseño exclusivo, derivados de la plataforma original del Opel Corsa B y que convivieron con el Classic en producción y ventas dentro de la gama Chevrolet. Un caso fue el del Chevrolet Agile producido en Alvear, Pcia. de Santa Fe Argentina junto al Classic pero vendido en un segmento superior de precios ofreciendo mejoras inéditas en el segmento como ser: sensor crepuscular, control de velocidad crucero y controles digitales de la ventilación/aireación (adicionales a su equipamiento full); mientras que el otro fue el caso del Chevrolet Celta que se producía en Gravataí, Brasil y se comercializaba en un segmento de precios similar (como variante 3 y 5 puertas que no ofrecía el Classic) con el que compartió más componentes. En el caso del Celta tuvo una versión menos exitosa denominada Prisma (MKI, no confundir con la última generación y derivado del Chevrolet Onix), que era en esencia un Celta con tercer volumen, pero que nunca llegó a reemplazar en ventas al Classic.

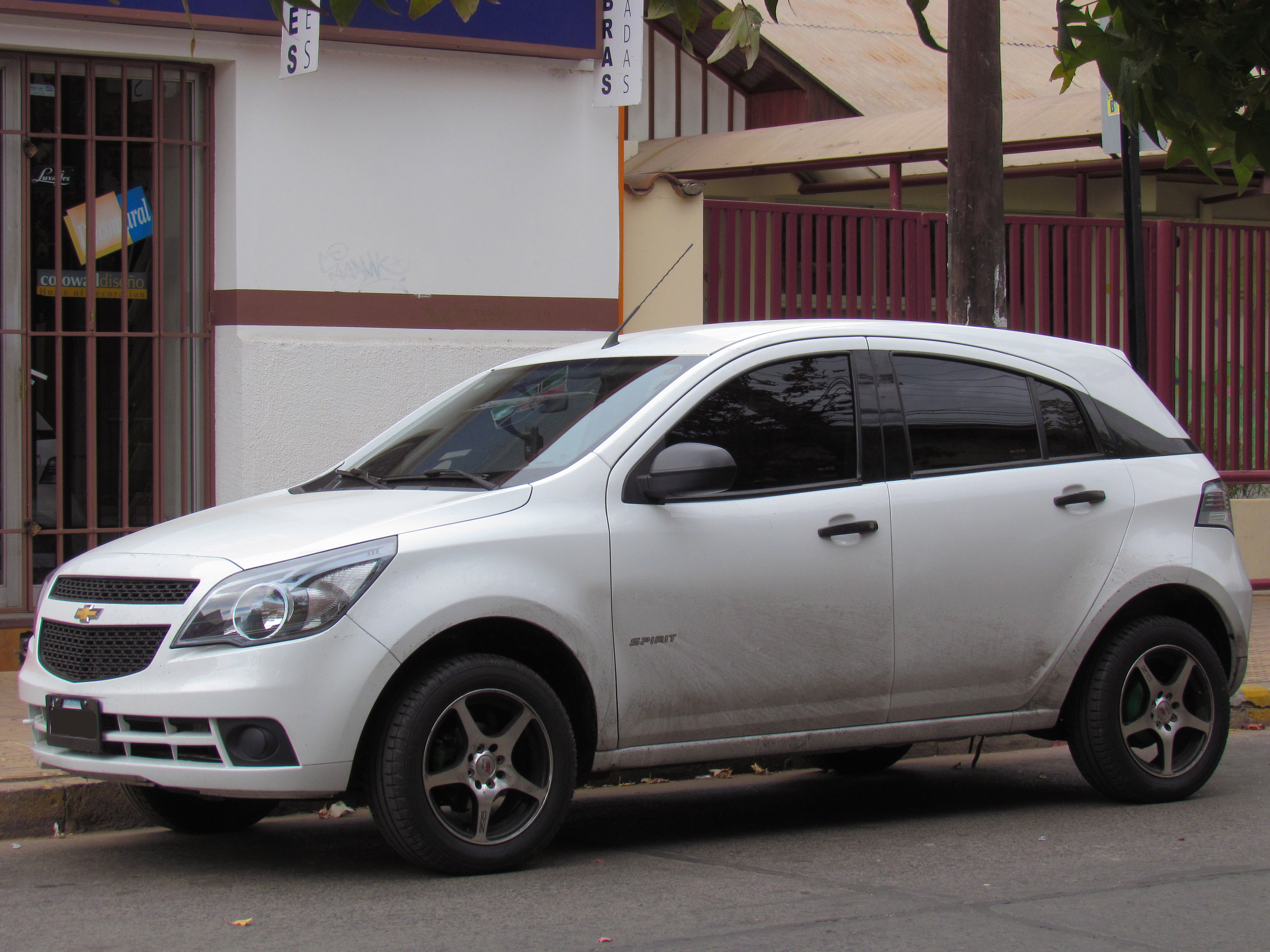
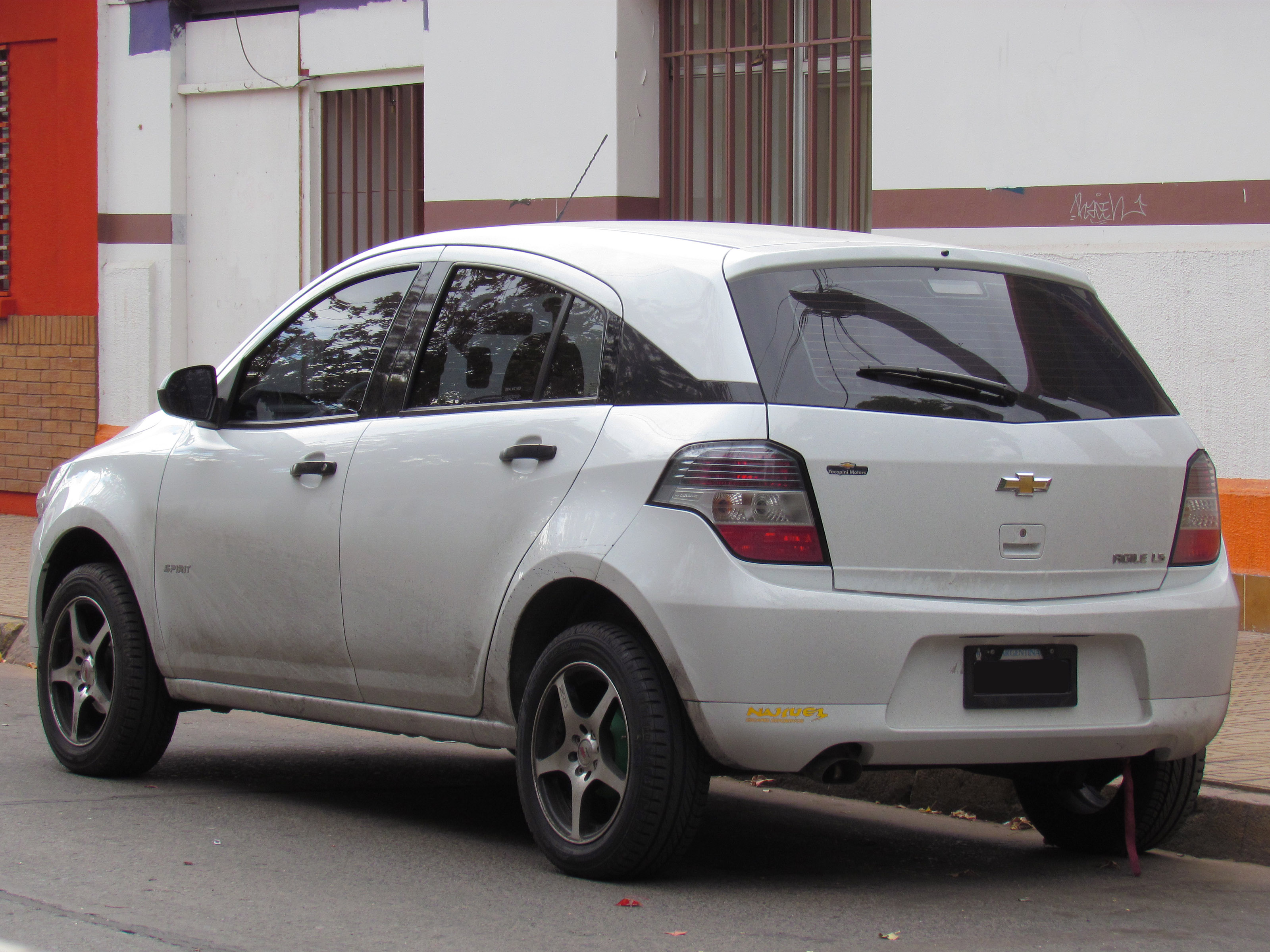

- Chevrolet Ágile:

- Chevrolet Celta:

## Récords
- Producción:

En producción como Chevrolet Corsa (B) desde diciembre de 1997 y como Classic hasta octubre de 2016, por casi 19 años, en la planta de Alvear, Pcia. de Santa Fe Argentina se totalizaron 919.972 unidades fabricadas (se incluyen todos los restylings del Corsa B) Se convierte así, en el automóvil de mayor producción de la industria automotriz Argentina. A su vez también marcó un hito para la marca en cuanto a unidades vendidas, alcanzando más de 500.000 unidades patentadas en el país.
- Ventas:

Lideró a su vez como "Chevrolet Classic", el récord de patentamientos/ventas en Argentina durante los años: 2010 (lanzamiento) con más de 36 mil unidades, 2011 con casi 44 mil unidades, 2012 con más de 42 mil unidades, finalmente del 2013 con más de 37 mil unidades comercializadas. A partir de ahí estuvo varias veces cerca de alzcanzar nuevamente el liderazgo, pero quedó relegado en manos del VW Gol Trend (adopta una serie de rebajas de precio), del Clio Mio (versión exclusiva low cost del Clio II) y del Fiat Palio fire (versión low cost del Fiat Palio), hasta el cese de producción en 2016.
Este liderazgo fue posible, además de ser el modelo elegido por excelencia de los taxistas y remiseros porque ha tenido mucha demanda por parte de particulares que encontraron en este auto una buena relación precio-calidad sumado a la ya establecida confiabilidad mecánica. Este auto a pesar del rediseño y el cambio de nombre nunca dejó de ser el Corsa, Corsita o Corsel con cariño para el público, que hizo de él todo un suceso de ventas.

## Equipamiento
- Seguridad: Según el mercado, el Classic adopta barras de protección laterales, doble airbag frontal (conductor y pasajero), frenos antibloqueo ABS con distribución electrónica de frenado EBD, Cinturones de seguridad inerciales de tres puntos con regulación en altura, cuatro apoyacabezas regulables, columna de dirección colapsable ante impactos, alarma perimetral antirrobo, desempañador de luneta.[33][34]

- Dato sobre los antinieblas delanteros: Al no haber modificado el chasis respecto al Corsa B, GM Latinoamérica dejó inalterada la ubicación del gancho de remolque delantero fijo que en las versiones comercializadas como Sail fue reemplazado por uno móvil a rosca. Esto dio lugar a una imposibilidad para colocar los faros antinieblas delanteros de diseño original (tocaban con el gancho fijo) y por lo tanto el Classic dejó de ofrecer este equipo de seguridad como equipamiento de fábrica. Años más tarde del lanzamiento y ante el requerimiento creciente por ellos, una empresa comenzó a producir faros antiniebla de diseño exclusivo y los comercializa de forma aftermarket. El diseño emula a los que ofrecía el Sail, pero redujo las dimensiones así como modificó la ubicación de los soportes para que no interfirieran con el gancho de remolque fijo.

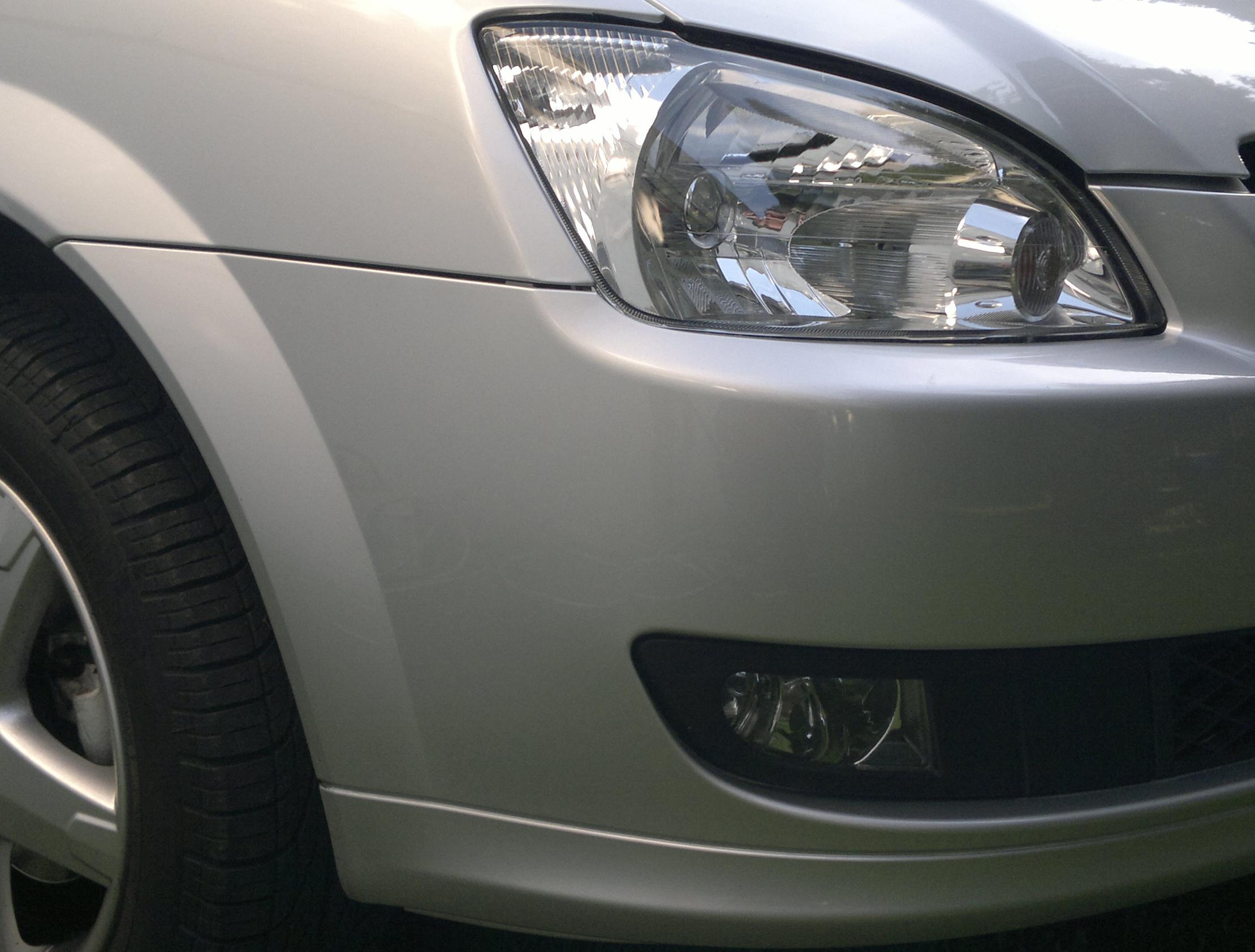
Antiniebla aftermarket
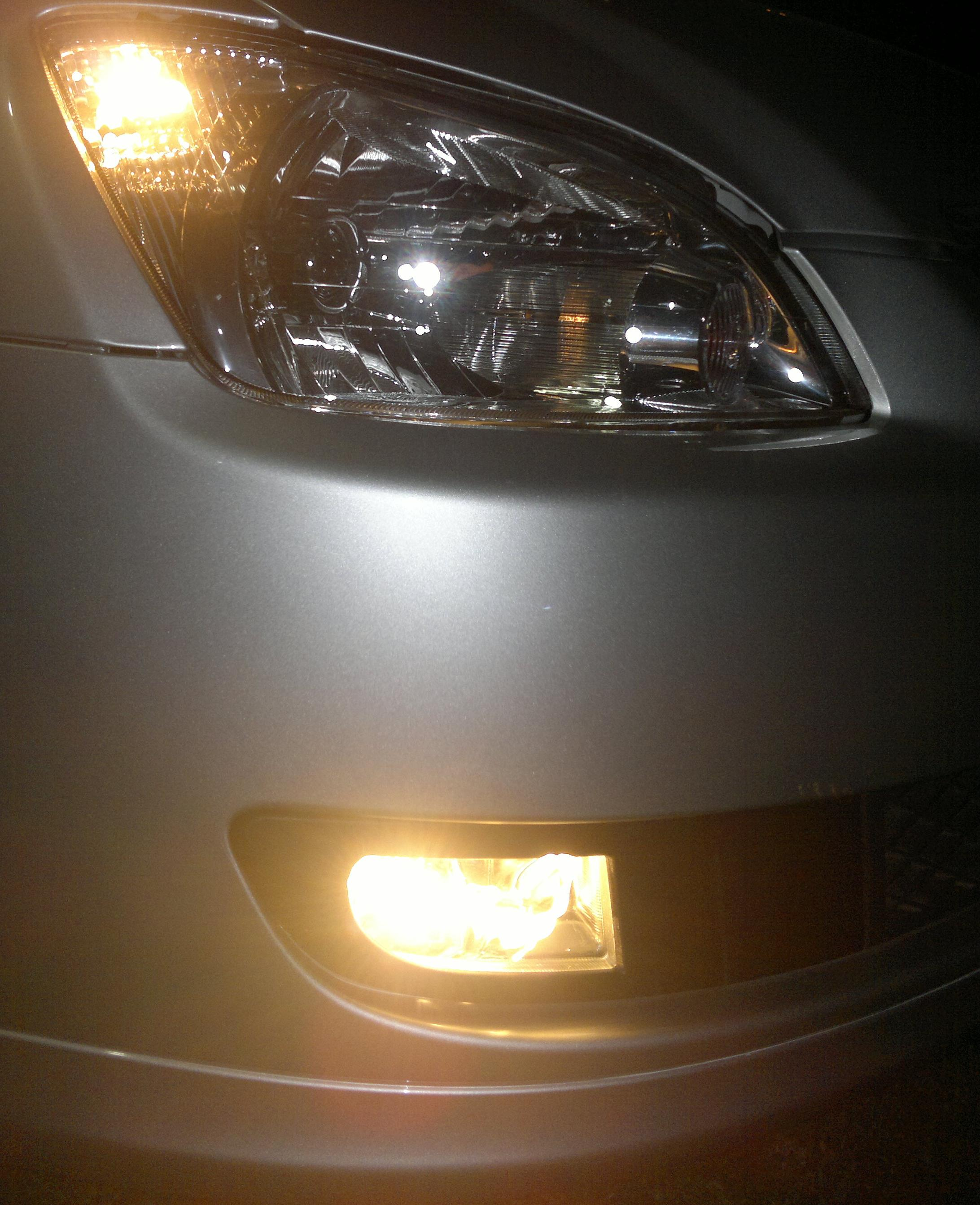
Antiniebla aftermarket
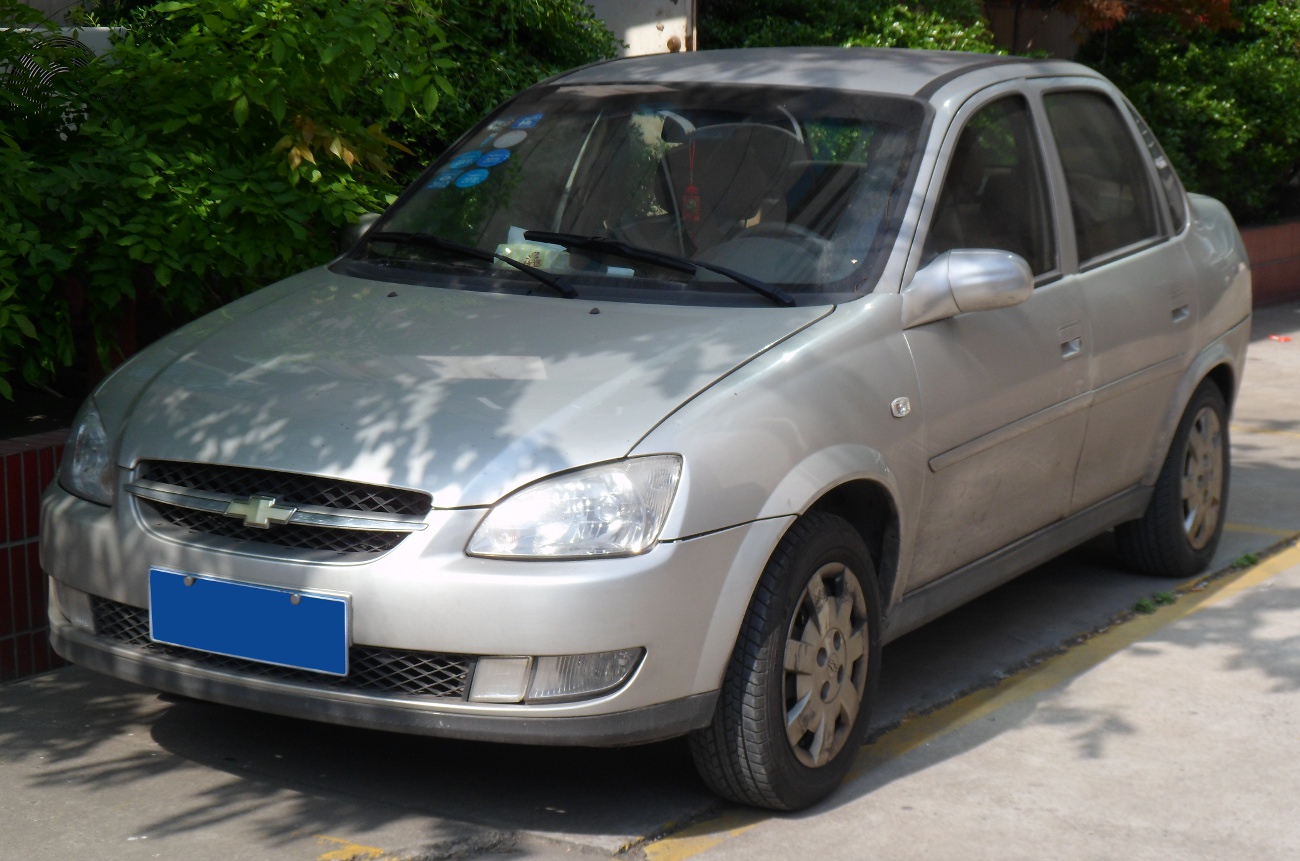
Original mercado Asiático

- Confort: Según el mercado, Dirección con asistencia hidráulica, Aire acondicionado/calefacción con recirculación de aire y filtro de partículas, desempañador de luneta, espejo interior con antiencandilamiento manual, espejos exteriores con comando interno (manual), espejo en parasol de conductor con tapa y sin tapa en parasol del acompañante, elevacristales eléctricos delanteros y traseros con función impulsión y antipinzado, cierre central de puertas en rodaje y a distancia, radio con función de conexiones múltiples, display indicador de temperatura exterior fecha y hora, encendedor y cenicero delantero, portamapas en puertas delanteras y respaldo del asiento del acompañante.[33][34]

- Exterior: Paragolpes-Espejos-manijas de puertas-baguetas laterales en color carrocería, repetidores laterales para luz de giro/baliza, embellecedores plásticos de ruedas (llantas de chapa R13), llantas de aleación R14.

## Versiones

### Ficha
| - Equipamiento variable según año/mercado - (Se expresa el máximo alcanzado pudiendo existir diferencias) | - Equipamiento variable según año/mercado - (Se expresa el máximo alcanzado pudiendo existir diferencias) | - Equipamiento variable según año/mercado - (Se expresa el máximo alcanzado pudiendo existir diferencias) | - Equipamiento variable según año/mercado - (Se expresa el máximo alcanzado pudiendo existir diferencias) | - Equipamiento variable según año/mercado - (Se expresa el máximo alcanzado pudiendo existir diferencias) |
| --- | --- | --- | --- | --- |
| | LS | LS Advatage / Pack                                                                                        | LT / Spirit                                                                                               | LT Pack                                                                                                   |
| Seguridad                                                                                                 | | | | |
| Doble Airbag Frontal                                                                                      | Si (posteriores a 2013)                                                                                   | Si (posteriores a 2013)                                                                                   | Si (posteriores a 2013)                                                                                   | Si (posteriores a 2013)                                                                                   |
| Frenos ABS+EBD                                                                                            | Si (posteriores a 2013)                                                                                   | Si (posteriores a 2013)                                                                                   | Si (posteriores a 2013)                                                                                   | Si (posteriores a 2013)                                                                                   |
| Barras de protección lateral                                                                              | Si | Si | Si | Si |
| Testigo luminoso y sonoro olvido colocación de cinturón seguridad Conductor                               | Si (posteriores a 2013)                                                                                   | Si (posteriores a 2013)                                                                                   | Si (posteriores a 2013)                                                                                   | Si (posteriores a 2013)                                                                                   |
| Alarma Perimetral                                                                                         | No | Si | Si | Si |
| Cierre central de Puertas                                                                                 | No | No | Si | No |
| Cierre central de Puertas A distancia                                                                     | No | Si | No | Si |
| Cinturones de seguridad inerciales delanteros regulables en altura traseros fijos y uno abdominal         | Si | Si | Si | Si |
| Luneta térmica                                                                                            | Si | Si | Si | Si |
| Espejo interior antiencandilamiento manual                                                                | Si | Si | Si | Si |
| Espejos laterales con regulación manual interna                                                           | Si | Si | Si | Si |
| Apoyacabezas regulables                                                                                   | Si (x4)                                                                                                   | Si (x4)                                                                                                   | Si (x4)                                                                                                   | Si (x4)                                                                                                   |
| Columna de dirección colapsable                                                                           | Si | Si | Si | Si |
| Confort                                                                                                   | | | | |
| Aire acondicionado                                                                                        | Si | Si | Si | Si |
| Calefacción                                                                                               | Si | Si | Si | Si |
| Filtro de partículas                                                                                      | Si | Si | Si | Si |
| Dirección asistida                                                                                        | Si | Si | Si | Si |
| Manijas sujeción en techo                                                                                 | No | No | Si (x1)                                                                                                   | Si (x3)                                                                                                   |
| Alzacristales eléctricos                                                                                  | No | No | Si (x4)                                                                                                   | No |
| Alzacristales eléctricos modo impulsión/descompresión antipinzado                                         | No | Si (x2)                                                                                                   | No | Si (x4)                                                                                                   |
| Estéreo CD/Mp3/USB/Bluetooth                                                                              | Si (previos a 2011 sin bluetooth)                                                                         | Si (previos a 2011 sin bluetooth)                                                                         | Si (previos a 2011 sin bluetooth)                                                                         | Si (previos a 2011 sin bluetooth)                                                                         |
| Antena integrada en el parabrisas                                                                         | Si | Si | Si | Si |
| Parlantes                                                                                                 | 2 | 4 y 2 tweeters                                                                                            | 4 y 2 tweeters                                                                                            | 4 y 2 tweeters                                                                                            |
| Tablero con aviso de mantenimiento                                                                        | Si | Si | Si | Si |
| Alarma de olvido luces encendidas                                                                         | Si | Si | Si | Si |
| Módulo de triple información (hora/fecha/temperatura exterior)                                            | Sí (los LS posteriores a 2014 no)                                                                         | Sí (los LS posteriores a 2014 no)                                                                         | Sí (los LS posteriores a 2014 no)                                                                         | Sí (los LS posteriores a 2014 no)                                                                         |
| Encendedor delantero y cenicero                                                                           | Si | Si | Si | Si |
| Parasol conductor y acompañante con espejo y tapa                                                         | No | Si | No | Si |
| Parasol acompañante con espejo                                                                            | Si | Si | Si | Si |
| Interior                                                                                                  | | | | |
| Tapizado integral en tela                                                                                 | Si | Si | Si | Si |
| Manijas sujeción en techo                                                                                 | No | Si | No | Si |
| Maletero alfombrado íntegramente                                                                          | Si | Si | Si | Si |
| Tablero con nueva gráfica                                                                                 | Si (posteriores a 2013)                                                                                   | Si (posteriores a 2013)                                                                                   | Si (posteriores a 2013)                                                                                   | Si (posteriores a 2013)                                                                                   |
| Detalles color aluminio en Botones bocina y plancha central                                               | No | Si | No | No |
| Asiento trasero reclinable 1/3 - 2/3                                                                      | Si (previos 2015)                                                                                         | No | Si | Si |
| Portamapas en puertas delanteras                                                                          | Si | Si | Si | Si |
| Portamapas en respaldo asiento acompañante                                                                | Si (posteriores a 2013)                                                                                   | Si (posteriores a 2013)                                                                                   | Si (posteriores a 2013)                                                                                   | Si (posteriores a 2013)                                                                                   |
| Exterior                                                                                                  | | | | |
| Llantas en chapa en medida 165/70 R13-79T                                                                 | Si | No | No | No |
| Llantas Aleación ligera en medida 185/60 R14 -82H                                                         | No | Si | Si | Si |
| Espejos, molduras y paragolpes Color carrocería                                                           | Si | Si | Si | Si |
| Molduras laterales color carrocería                                                                       | Si (previos a 2014)                                                                                       | Si | Si | Si |
| Pilar B de puertas con detalle en contact negro                                                           | Si (previos a 2014)                                                                                       | Si | Si | Si |
| Embellecedores de llanta                                                                                  | Si | No | No | No |
| Repetidores laterales de luz de giro y baliza                                                             | Si (previos a 2014)                                                                                       | No | Si | Si (previos a 2014)                                                                                       |

### Detalle
- LS: Entrada de gama, según mercado posee un equipamiento básico: Aire acondicionado, dirección asistida hidráulicamente, radio cd/usb/mp3/bluetooth con dos parlantes, según año puede equipar doble airbag frontal y frenos con ABS y EBD. En el final de producción se agregó una variante denominada "LS ABS + AB + Llantas" que incorpora como adicional las llantas de aleación ligera de 5 rayos que venían en las versiones más equipadas.[35]

- LS Advantage/Pack: Versión intermedia no lanzada desde el comienzo. A la anterior agrega alarma con cierre centralizado a distancia/en rodaje, levantacristales delanteros eléctricos, display indicador de temperatura exterior fecha y hora, detalles en gris aluminio en la plancha central del torpedo, llantas de aleación ligera. La denominación "Advantage" fue exclusiva para el mercado brasilero donde además incorporó detalles en negro brillante "high gloss" en el pilar B y espejos retrovisores externos.[36]

- LT/LT Pack: Tope de gama, agrega a la anterior levantacristales traseros eléctricos, cierre centralizado y llantas de aleación. No posee detalles en gris aluminio en su interior y en 2013 ofrece en opción doble airbag (volante similar al usado por el Astra) y ABS. La edición denominada "LT Pack" (lanzada a mediados del año 2013, como MY14) agregó un volante con nuevo diseño, el doble airbag frontal y el ABS vienen de serie, el cierre centralizado/alarma opera desde la llave a distancia y también en rodaje, modo impulsión/antipinzado en los 4 levantacristales con teclas reubicadas en los paneles de puertas, 3 manijas interiores de sujeción retráctiles en techo, espejos en ambos parasoles (lado conductor con tapa), chapón cubre cárter y zonas específicas de sujeción en el techo para portaequipajes. Durante el 2013 es la primera en ofrecer un diseño renovado en su gráfica del cuadro de instrumentos[37]

- LTi: Versión especial/limitada, comercializada en el mercado argentino a finales de 2013, sobre la base de la LT Pack (MY14) Lleva básicamente el mismo equipamiento que esta pero con detalles exclusivos tanto internos como externos (ej. posee insignia Spirit en puertas delanteras, LTi en la tapa del baúl, etc. aunque el diseño interior/del volante es el del LT Pack y otros). El volumen de unidades producidas de esta serie fue muy bajo otorgándole cierta exclusividad (Edición Limitada), debido al costo que la acercaban a otros competidores de segmentos superiores incluso dentro de la misma marca (Ej. el recientemente lanzado Chevrolet Prisma II LT). Solo se comercializó en color Gris Palta denominado por GM "Switchblade Silver".

- Spirit: Es una serie especial realizada sobre la tope de gama LT, en alianza con Sony Music. Fue lanzada a la venta durante el mes de septiembre de 2011. Es la primera edición que sale con el estéreo multifunción y conectividad, además de llantas de aleación específicas de 7 rayos. Luego esta denominación "Spirit" la adoptó toda la gama es decir que los LS base también (toda la gama adoptó el estéreo multiconectividad). Se terminó de comercializar la gama con esta denominación a mediados de 2013.[38]

- Pack Tecnológico: Durante marzo del 2014 y persiguiendo el fin de incrementar las ventas locales, un concesionario de la Provincia de Mendoza-Argentina, sacó a la venta el Classic con agregados en equipamiento aftermarket (agregados en talleres fuera de fábrica) al que denominó como “Pack Tecnológico”. El mismo incluyó: Equipo de audio con DVD y cámara de retroceso, sensores de estacionamiento traseros y alarma con cierre centralizado. Se publicaba como un LS al que se adicionaba el mencionado equipamiento a modo de pack.[39]

- Galería Insignias

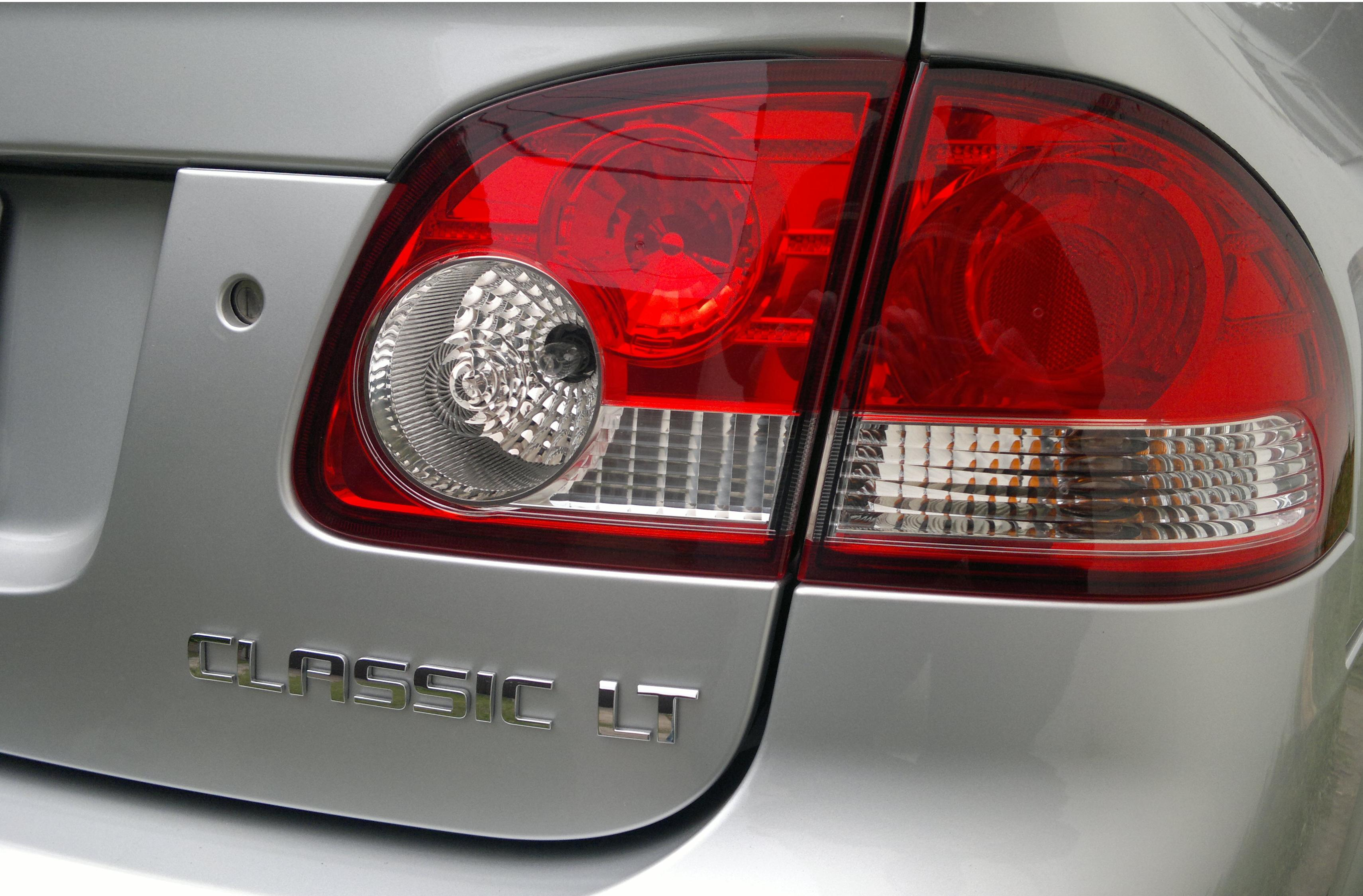
Insignia "Classic" y "LT"
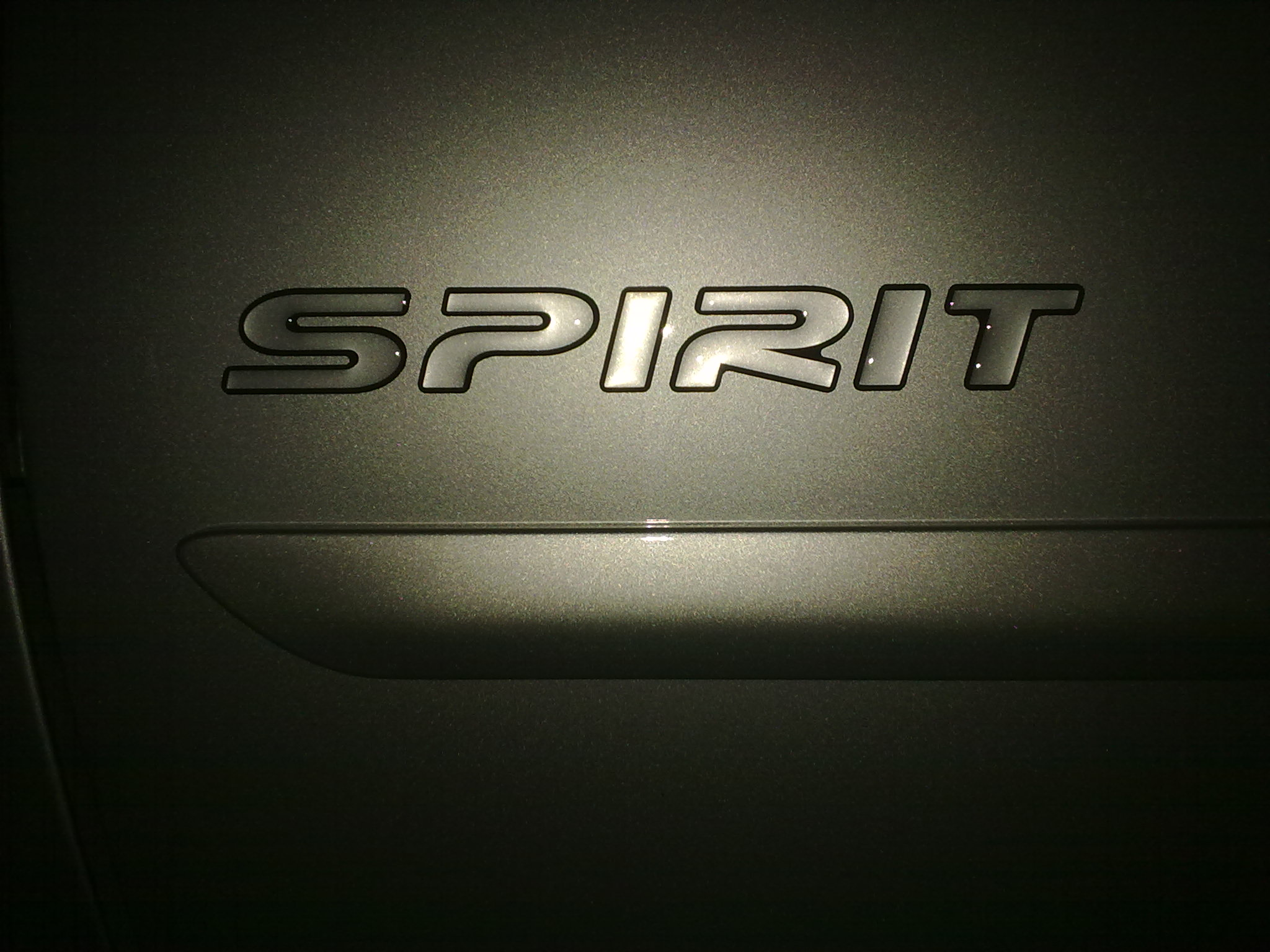
Insignia Serie Spirit

- Galería Versiones/Varientes

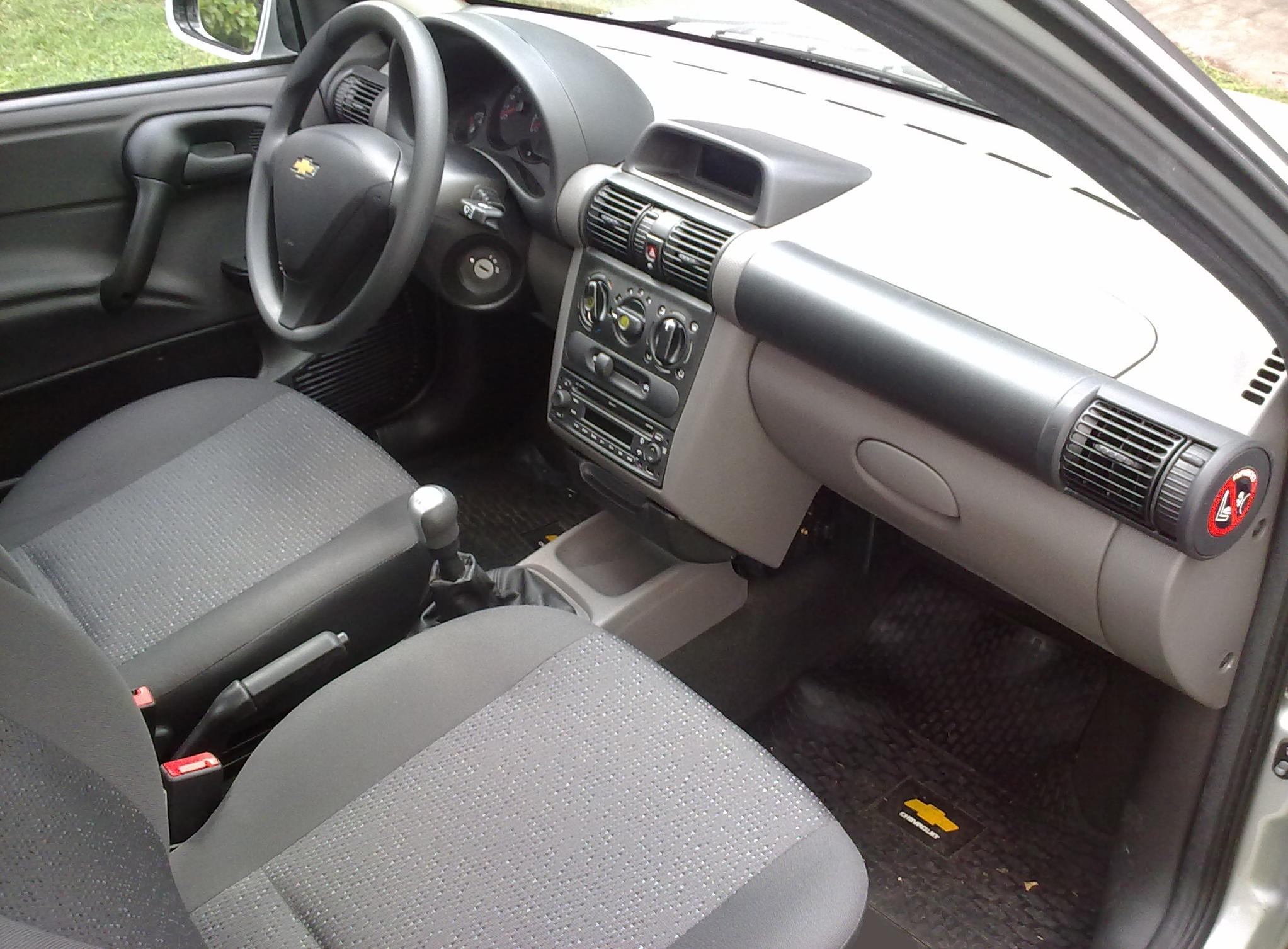
Chevrolet Classic LT Pack MY14 (Doble Airbag frontal)
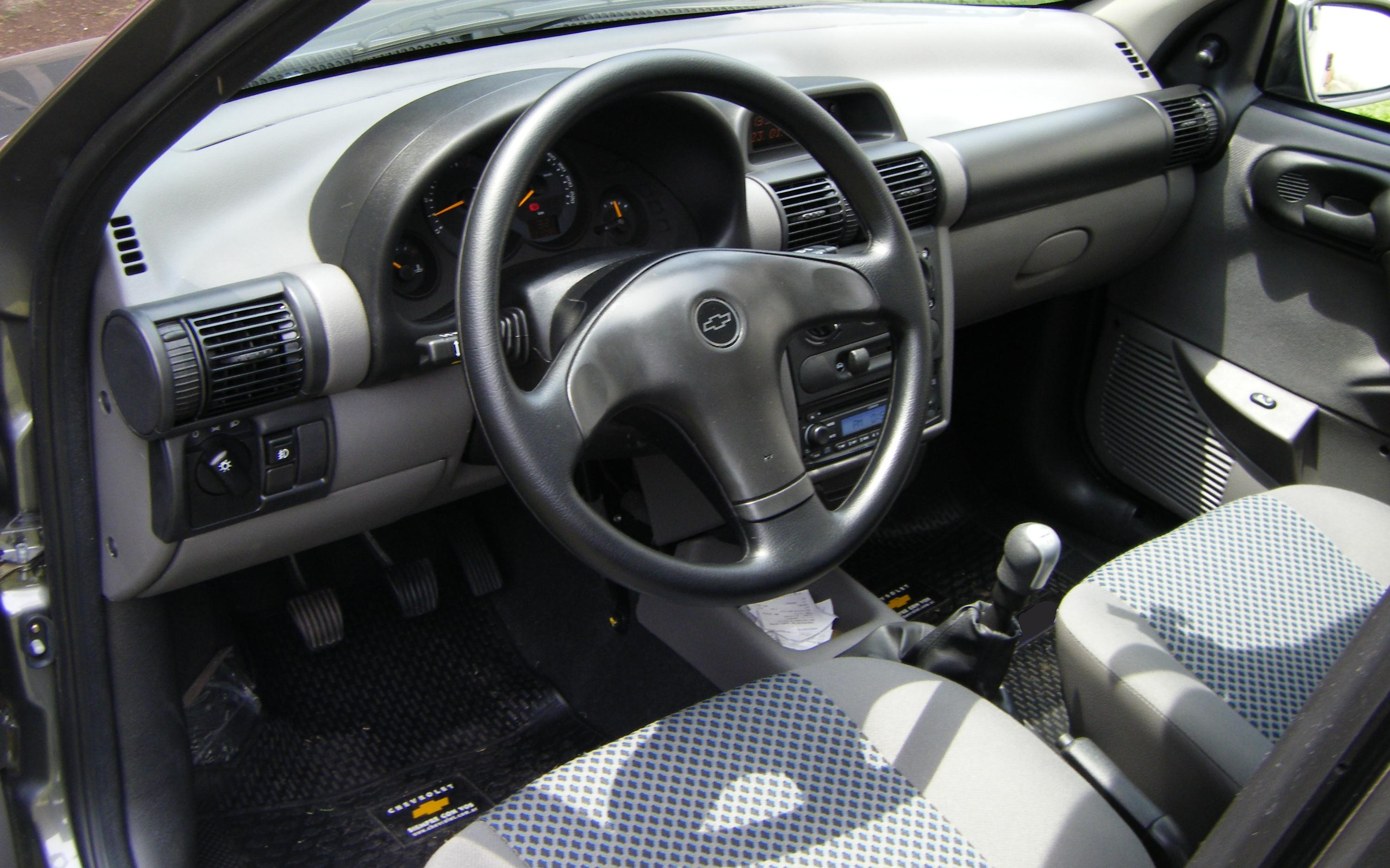
Interior sin Airbags (versión previa al MY14)
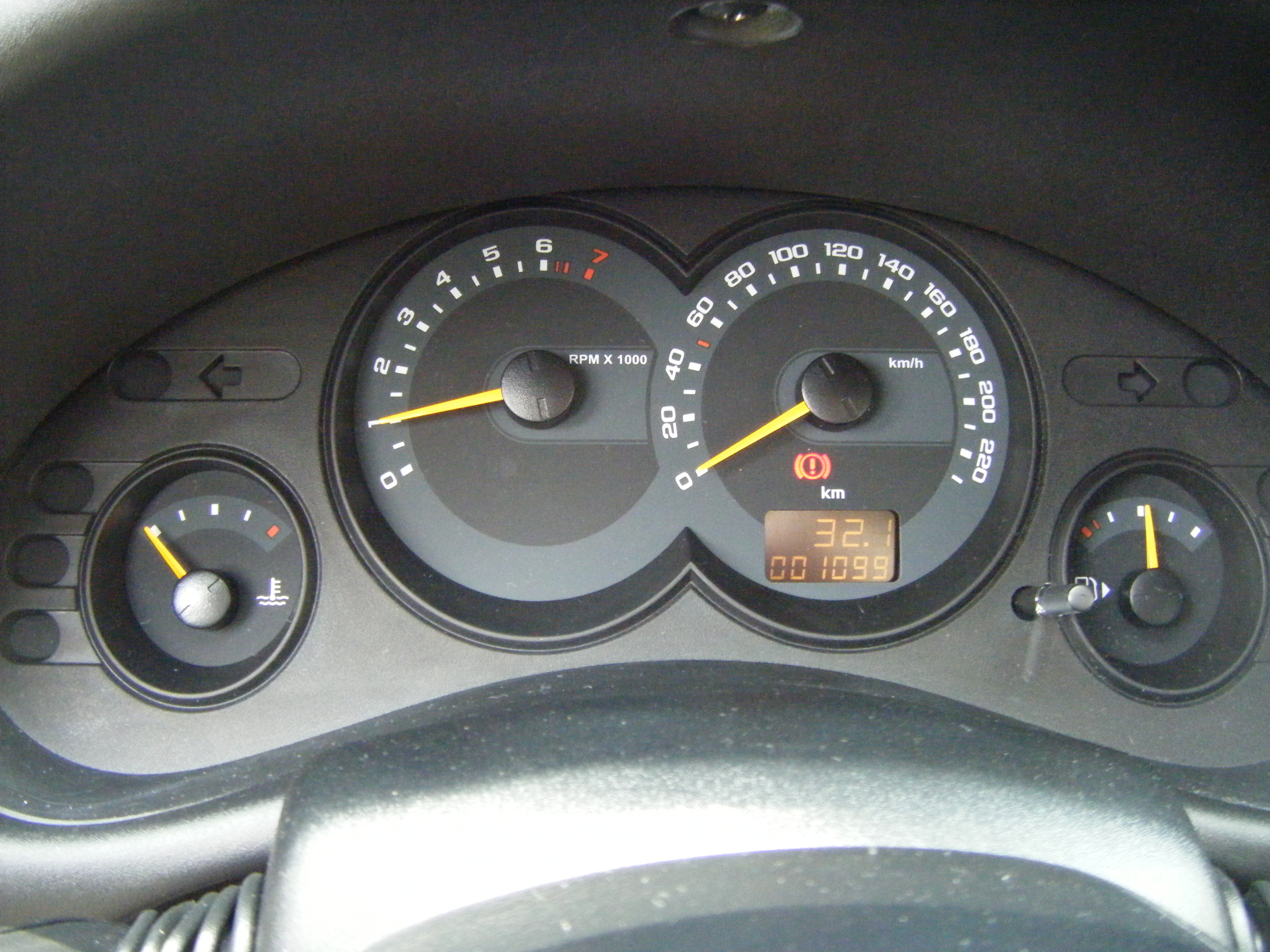
Antigua serigrafía del cuadro de instrumentos
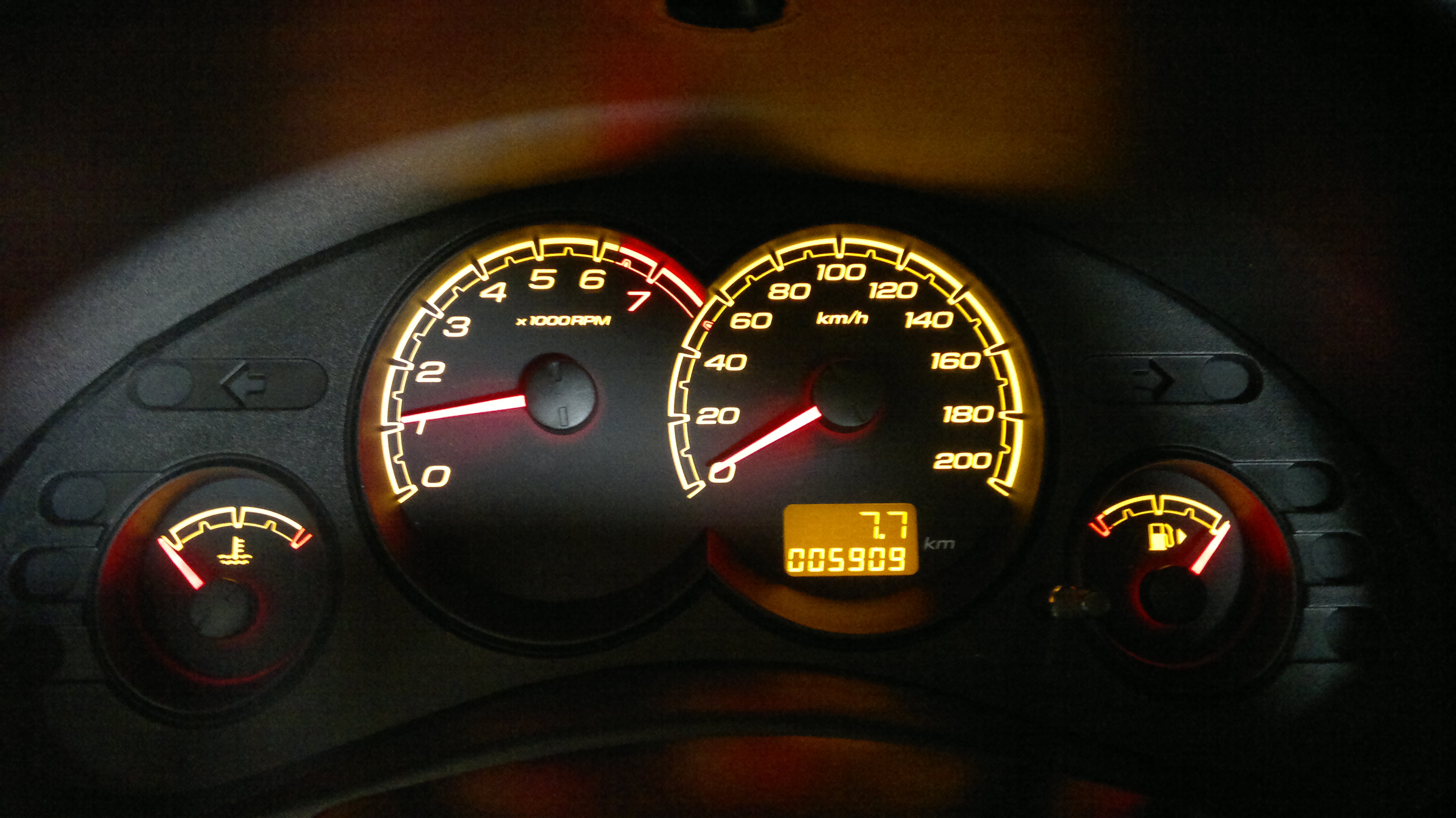
Nueva (y última) serigrafía del cuadro de instrumentos

### Fuera de Serie
- Effect: El Classic Effect fue una versión de pre-serie cuyo prototipo fue presentado durante el 27º Salón del Automóvil de São Paulo (año 2012). Exhibía diversas modificaciones estéticas en algunos casos extremas, como podía verse sobre los conjuntos ópticos traseros. También el prototipo lucía un interior con equipamiento full (aunque sin airbags) y modificaciones sobre el tablero, dando lugar a un posible climatizador electrónico. A nivel exterior lucía doble salida de escape, una serie de spoilers y alerón que buscaban darle un tono deportivo, en conjunto a una pintura bi tono sumando llantas de aleación específicas y faros exclusivos. Esta versión nunca salió a la venta formal.[40]

## Paleta de colores
Según el año y mercado se ofreció con los siguientes colores:
- Pasteles:
- Blanco Summit
- Blanco Mahler (Reemplazado por el Summit)
- Negro Global
- Negro Liszt (Reemplazado por el Global)

-Metalizados:
- Plata Switchblade (desde 2013 hasta el final)
- Plata Polaris (reemplazado por el Switchblade)
- Gris Mond (últimos años en producción)
- Gris Artemis (reemplazado por el Gris Mond)
- Gris Rusk (reemplazado por el Gris Mond)
- Beige Dessert (pocas unidades producidas, discontinuado aprox. en 2014)

## Usos Específicos
Teniendo en cuenta su costo relativamente accesible, nobleza mecánica y rendimiento, además del uso particular/familiar ha equipado flotas de vehículos de alquiler (rentados, taxi, remise) de asistencia y policiales. Esto es también debido en parte a presentarse con dos tipos de carrocería con volumen considerable de baulera (permitiendo instalar equipos de combustible alternativo GNC dejando aún espacio útil) además de cuatro puertas con capacidad de hasta cinco personas, y sumado a la disponibilidad de repuestos debido a continuidad y años de presencia en los distintos mercados.

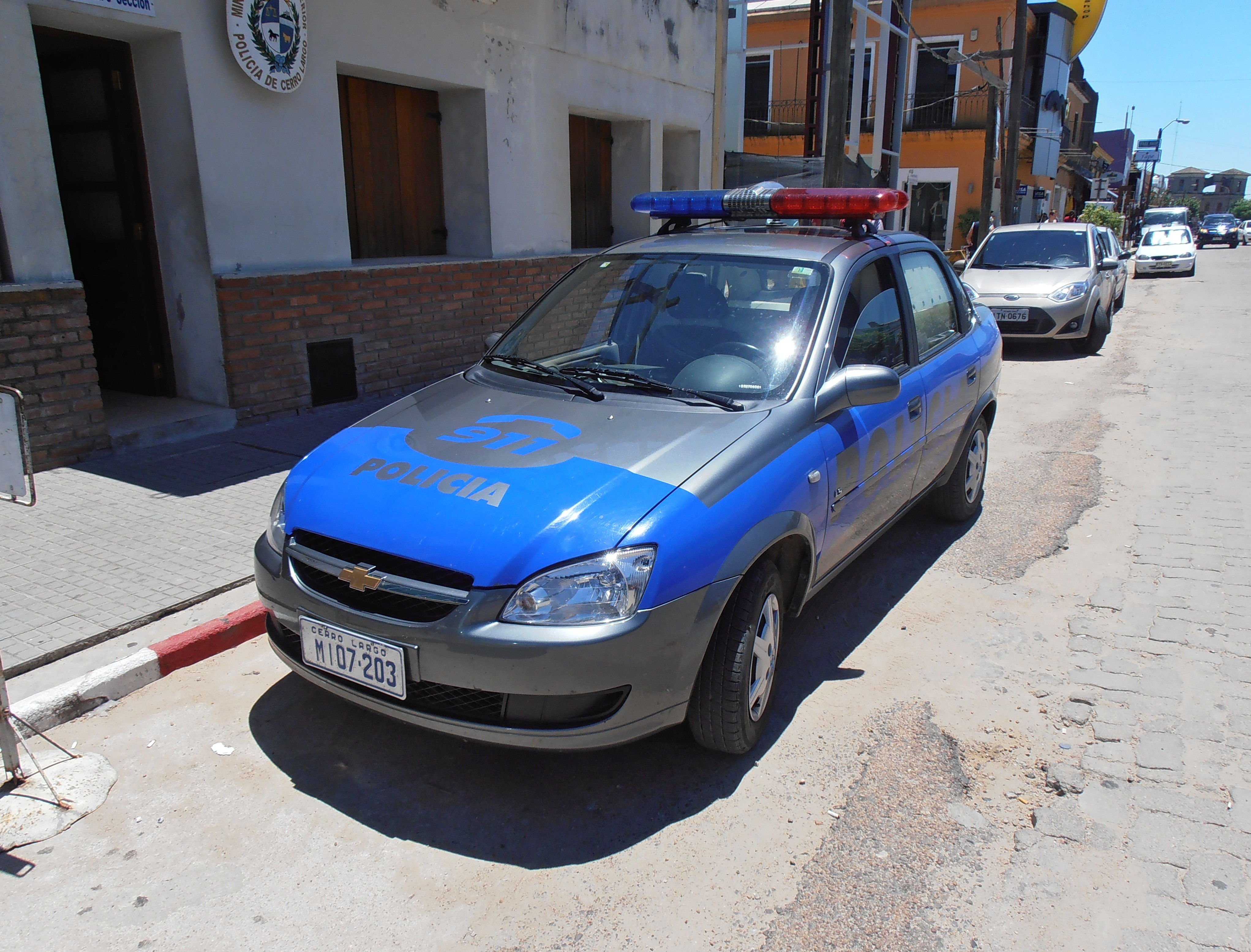
Classic Sedan LS Policial
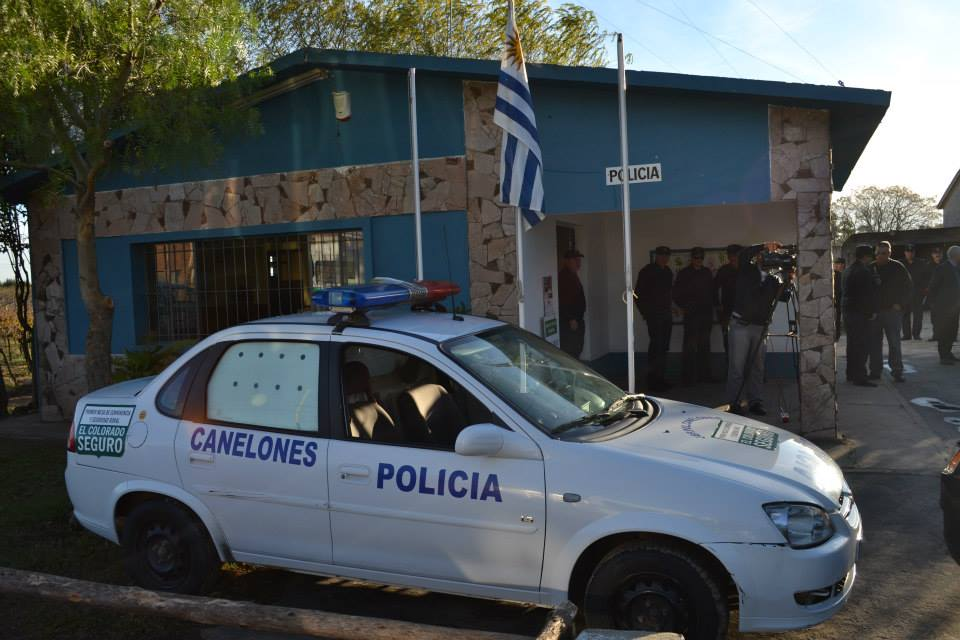
Classic Sedan LS Policial
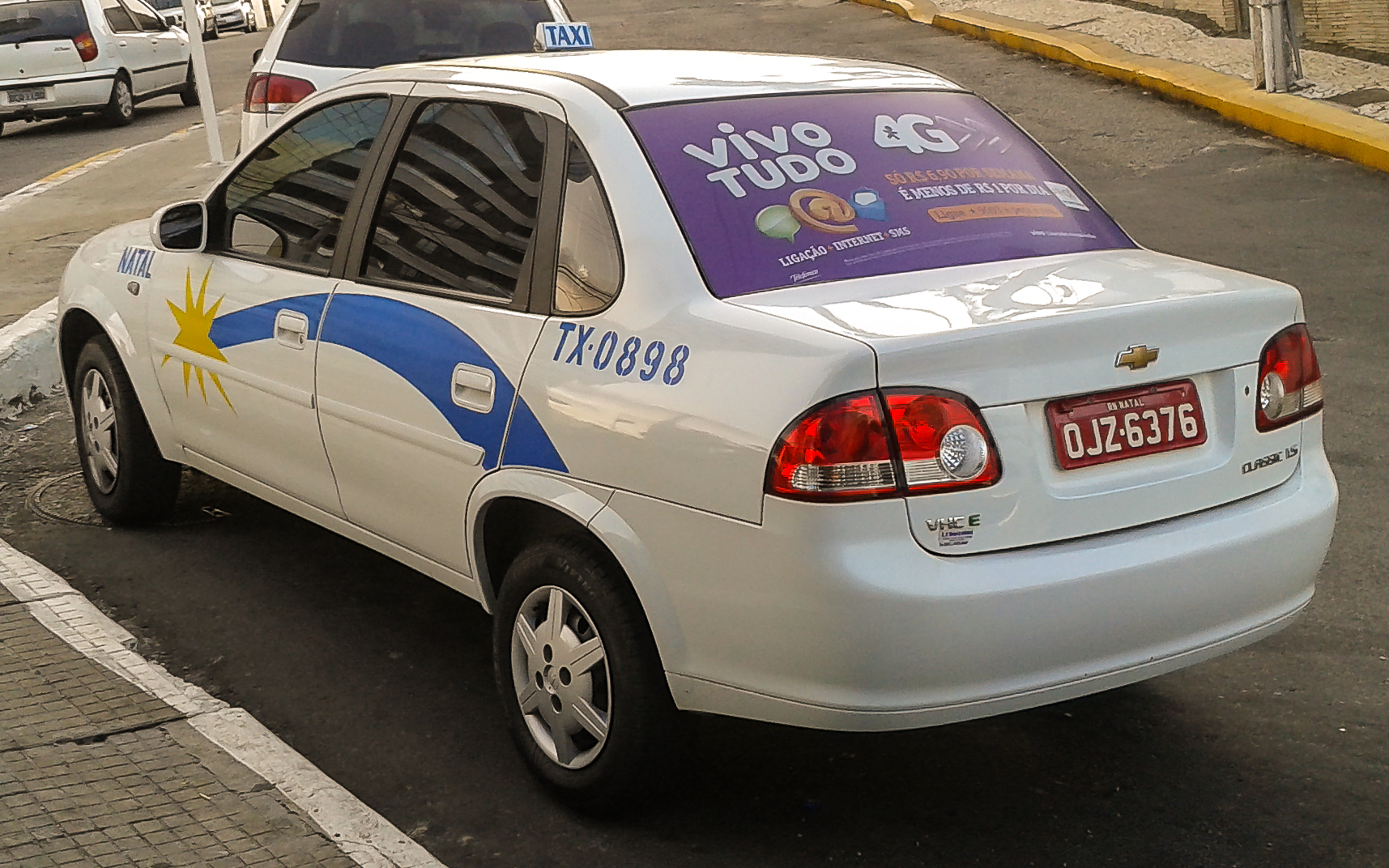
Classic Sedan LS Taxi
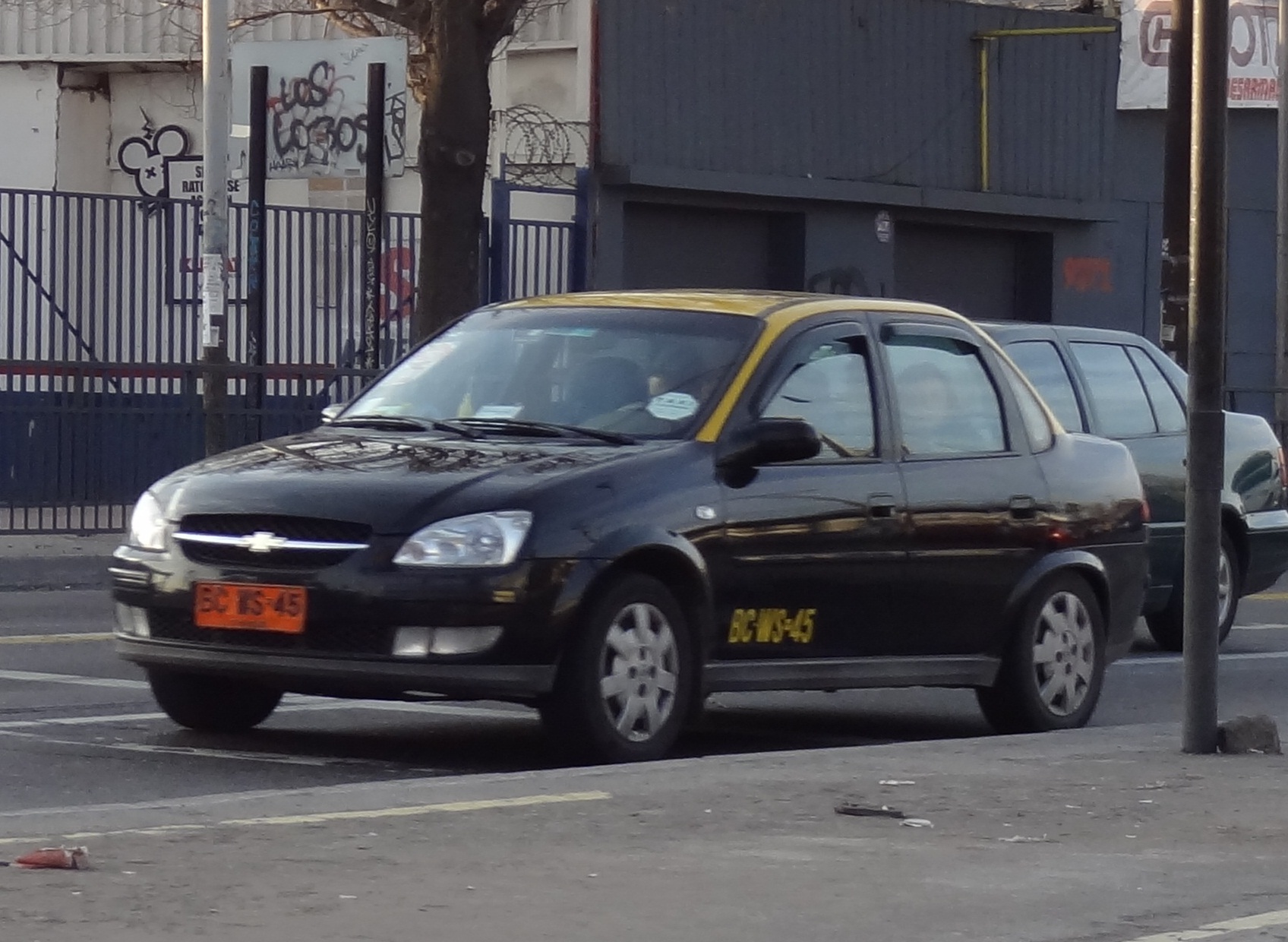
Classic Sedan Taxi

## Argentina Trophy
En el marco del Argentina Trophy 2017, unos cien jóvenes (en su mayoría estudiantes universitarios provenientes de Francia, Bélgica y Suiza) munidos de cincuenta Chevrolet Classic, largaron el 29 de abril de 2017 y hasta el 9 de mayo de dicho año en Buenos Aires. Es una carrera del tipo de regularidad, orientada a personas con edades de entre 18 y 30 años. Los ganadores serán los que logren unir Buenos Aires con Jujuy, ida y vuelta, recorriendo la menor cantidad de kilómetros.
Entre los participantes se encuentran argentinos pero sobre todo europeos. Esta competencia que es organizada por Desertours, tiene similares en Europa y África, donde los participantes conducen el legendario Renault 4.
En el camino, se deben respetar una serie de puntos de control y acampar al estilo Rally Dakar. Como equipamiento estándar llevan una brújula y un road book. El recorrido atraviesa diferentes paisajes, pueblos y ciudades a lo largo de la Argentina, partiendo de Buenos Aires Ciudad y pasando por la Provincia de Buenos Aires, Colonia Dora en Santiago del Estero, Salta, Cafayate, San Antonio de los Cobres y Ceres en la Pcia. de Santa Fe, finalizando su trayectoria nuevamente en la Ciudad Autónoma de Buenos Aires. 
Entre los requisitos para participar de la edición del Argentina Trophy, se debe tener entre 18 y 30 años, carnet de conducir y abonar una inscripción aproximada de 6 mil dólares que incluyen el alquiler del auto, auxilio mecánico, seguro médico, desayuno y cena. No está incluido el almuerzo.
Una vez que retornaron a Buenos Aires, vivieron una jornada solidaria, en la cual colaboraron con el centro comunitario “Todos Juntos” ubicado en Dique Luján, que brinda contención a jóvenes en situación de calle, sumando fondos que servirán para la compra de herramientas, materiales de construcción y pintura, para reconstruir las casas afectadas en la zona por las inundaciones y grandes vientos.
Concluida así la competencia, Desertours organizador oficial del raid “Argentina Trophy”, anunció los ganadores de la edición 2017. El equipo número 2 conformado por Jimmy Besson y Vincent Schulz (Francia) fue el campeón del desafío. El segundo puesto quedó en manos del equipo número 69 de Noemie Poncet y Magalie Anthoine (Francia) mientras que en el tercer lugar quedó el equipo número 55 de Thomas Scapagnini y Floriane Sigonney (Francia). En la ceremonia de entrega de premios se hicieron presentes autoridades de la Casa de Salta en representación de la Gobernación de la Provincia, a quienes la organización les agradeció lo mismo que al Gobierno Nacional.

## Ficha técnica
|                                | 1.0 VHC-E LS "FlexPower"                                     | 1.4 MPFI 8V                                                  |
| ------------------------------ | ------------------------------------------------------------ | ------------------------------------------------------------ |
| Período                        | 2010-2016                                                    | 2010-2016                                                    |
| Tipo de motor                  | L4 8v, inyección electrónica multipunto de combustible       | L4 8v, inyección electrónica multipunto de combustible       |
| Distribución                   | 2 válvulas por cilindro (SOHC) comandadas por correa dentada | 2 válvulas por cilindro (SOHC) comandadas por correa dentada |
| Diámetro x Carrera             | 71.1 mm x 62.9 mm                                            | 77.6 mm x 73.4 mm                                            |
| Cilindrada                     | 999 cm³                                                      | 1389 cm³                                                     |
| Relación de compresión         | 12.6:1                                                       | 9.8:1                                                        |
| Potencia máxima: CV (kW) @ rpm | 77 CV (57 kW) @ 6400 rpm                                     | 92 Cv (68 kW) @ 6000 rpm                                     |
| Par máximo: Nm @ rpm           | 93 Nm @ 5200 rpm                                             | 121 Nm @ 2800 rpm                                            |
| Revolución de Ralentí          | 850 – 950 rpm                                                | 750 – 950 rpm                                                |
| Encendido                      | Encendido Directo                                            | Encendido Directo                                            |
| Bujías de encendido            | BR8ES-D (NGK)                                                | BPR5EY-D (NGK)                                               |
| Tracción                       | Delantera                                                    | Delantera                                                    |
| Transmisión                    | Manual, 5 velocidades                                        | Manual, 5 velocidades                                        |
| Peso                           | 948 kg                                                       | 979 kg                                                       |
| Tanque de Combustible          | 54 L                                                         | 54 L                                                         |
| Combustible                    | Gasolina/Etanol                                              | Gasolina                                                     |
| Consumo Mixto                  | 6,8 L/100 km                                                 | 7,2 L/100 km                                                 |
| Aceleración 0–100 km/h         | 13,6 s                                                       | 12 s                                                         |
| Velocidad máxima               | 165 km/h                                                     | 184 km/h                                                     |

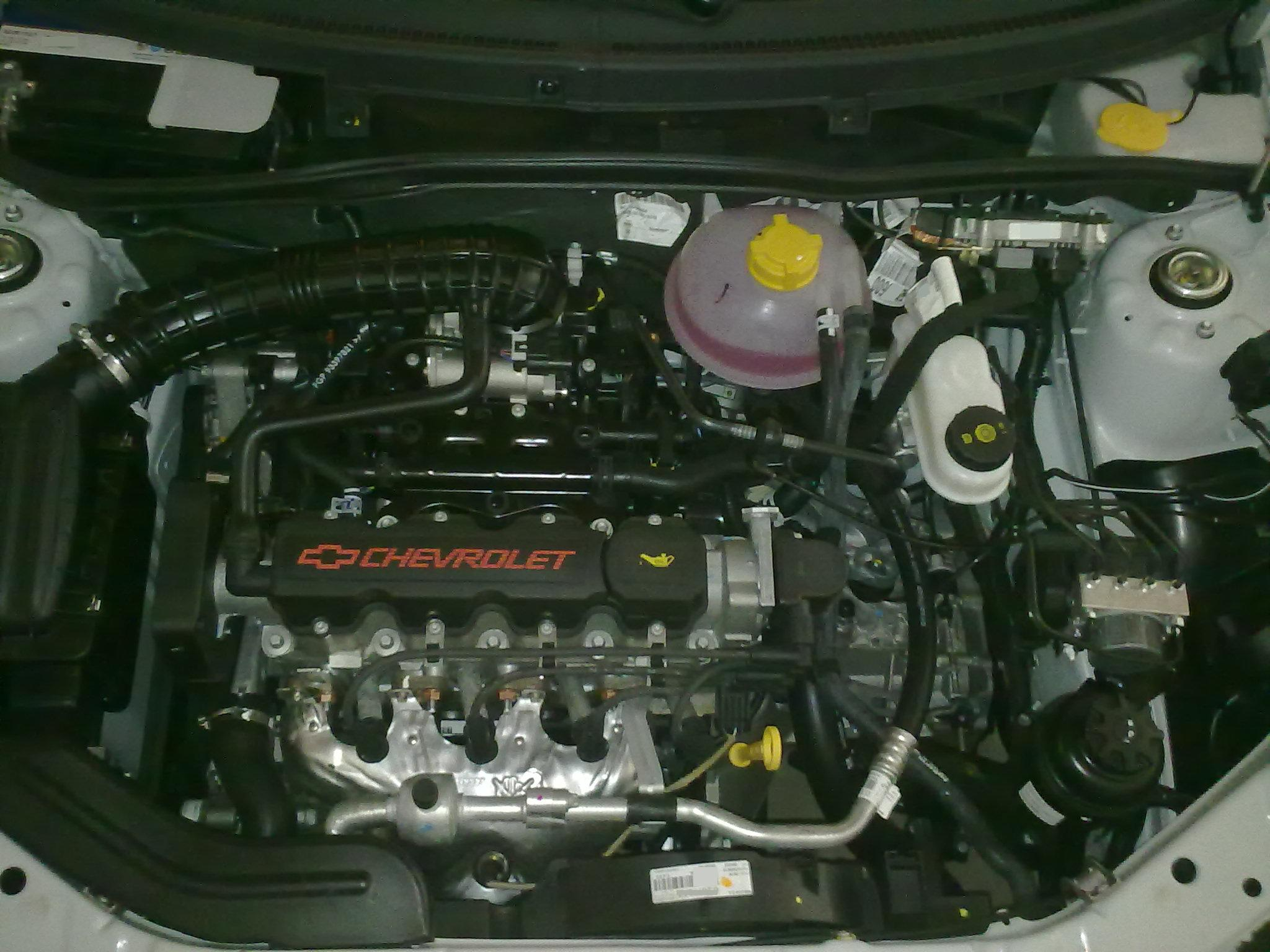
Chevrolet Classic LT 1.4 8v MPFI con ABS aire y dirección hidráulica
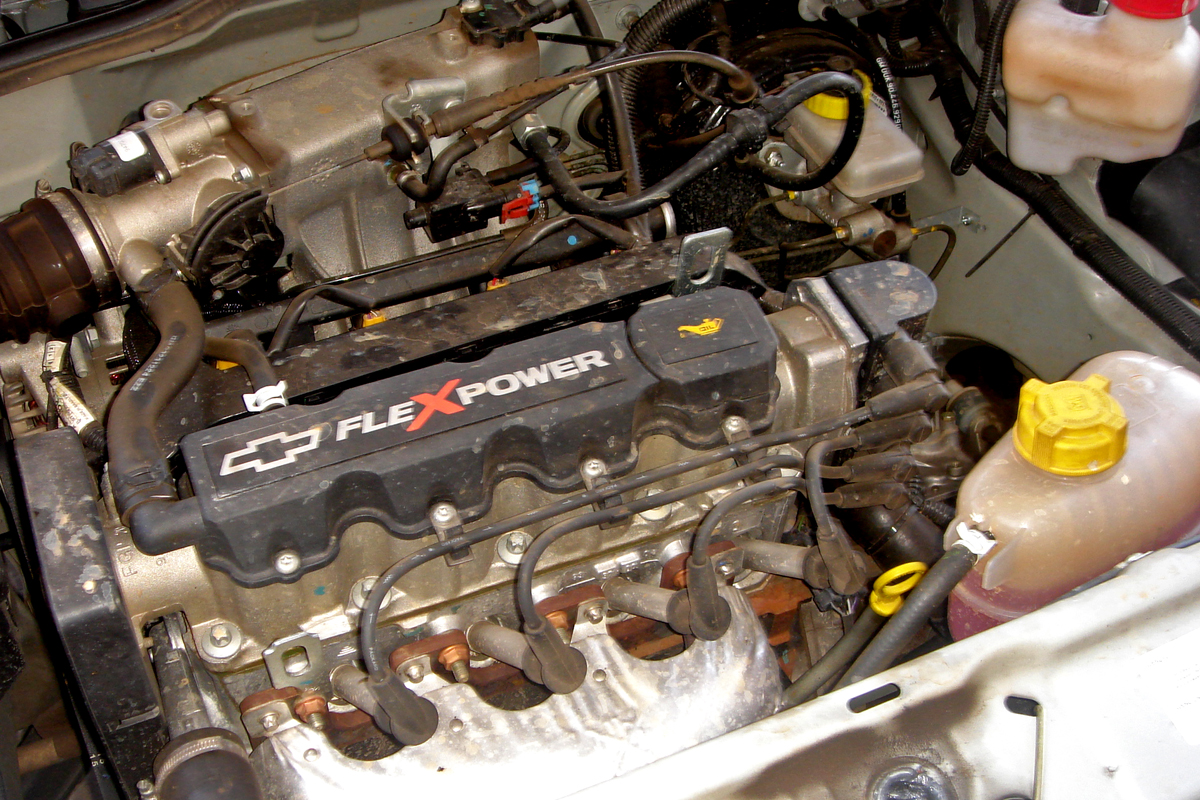
Chevrolet 1.0 8v MPFI FlexPower (en un Celta)

- Llantas y neumáticos:

Según mercado, origen, año de producción y versión:

Llanta de chapa 5J x 13” con embellecedor plástico y neumáticos en medida 165/70 R13-79T

Llantas de aleación ligera (aluminio) 5 1/2J x 14” con neumáticos en medida 185/60 R14 -82H

Rueda de repuesto/auxilio: homogénea en igual medida y marca de neumático que las 4 rodantes. En las R14 lleva llanta de chapa en lugar de aleación.
Marcas de neumáticos empleadas de fábrica:

En llantas de chapa R13 con embellecedor plástico: Pirelli P4 Cinturato, Champiro GT

En llantas de aleación ligera R14: Pirelli P6000

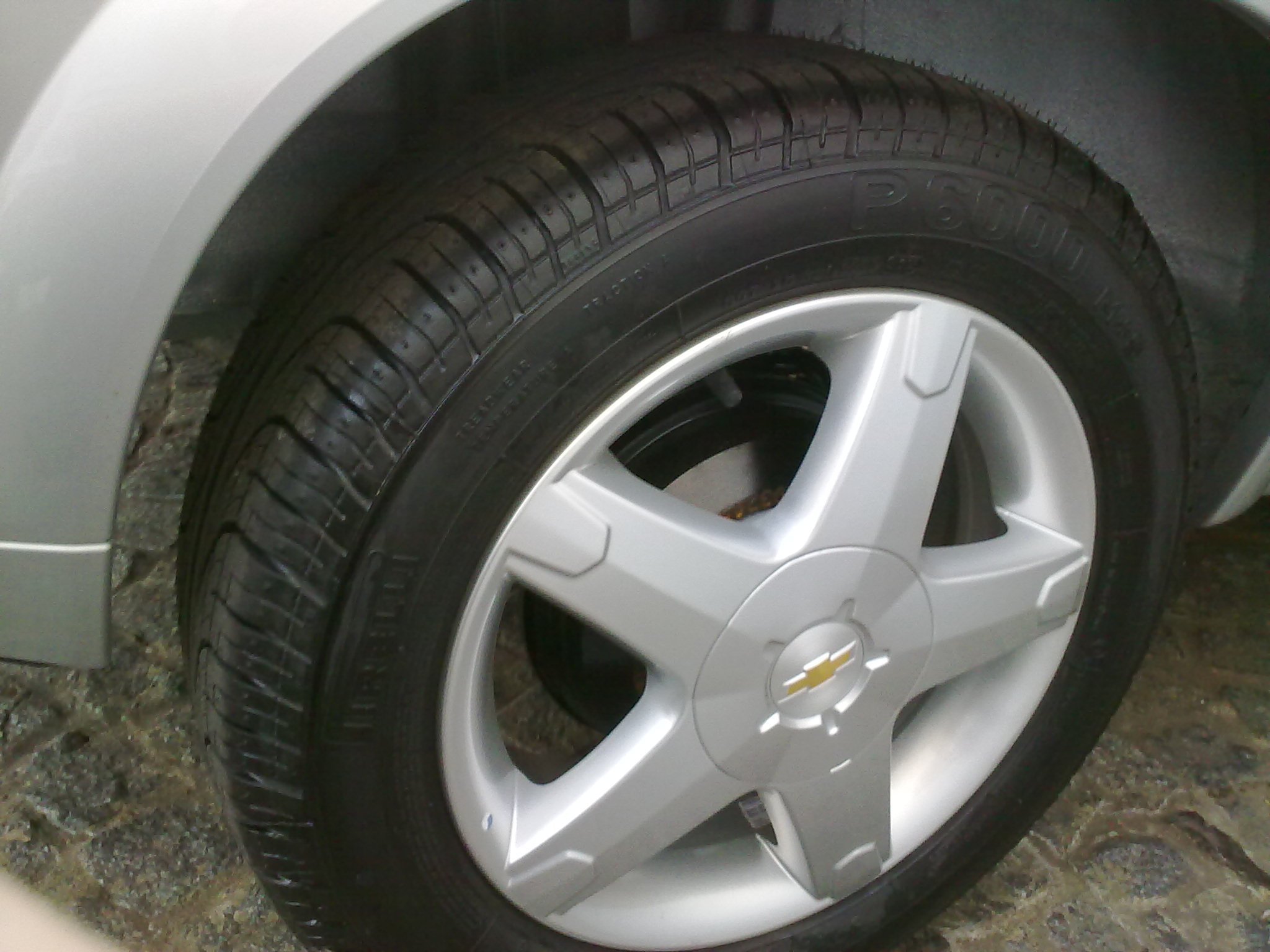
Llanta de aleación ligera Versiones LT y LS Pack

- Suspensión:

Suspensión delantera: independiente tipo Mc Pherson

Suspensión trasera: semiindependiente con barra estabilizadora
- Frenos:

De tipo hidráulico, con 2 circuitos independientes en diagonal y auxiliar en vacío. Dependiendo del mercado/versión/año: sistema de frenos ABS con EBD.

## Seguridad
En 2011 (protocolo obsoleto), obtuvo de Latin NCAP un total de 2.28 puntos de un máximo de 16 (pasajero adulto) y de 9.16 de 49 puntos (pasajero niño) totalizando 1 estrella de 5 posibles en ambos. Sin embargo la unidad probada en 2011 era de producción argentina y no poseía airbags.
| Ocupantes adultos: | 1/5 estrellas |
| Ocupantes niños:   | 1/5 estrellas |

Como consecuencia de haber efectuado la prueba en 2011 con los protocolos de evaluación utilizados entre 2010 y 2015 inclusive, los resultados obtenidos se reflejan con estrellas de dos colores específicos (azul y verde) asignados al mencionado protocolo.

## Galería

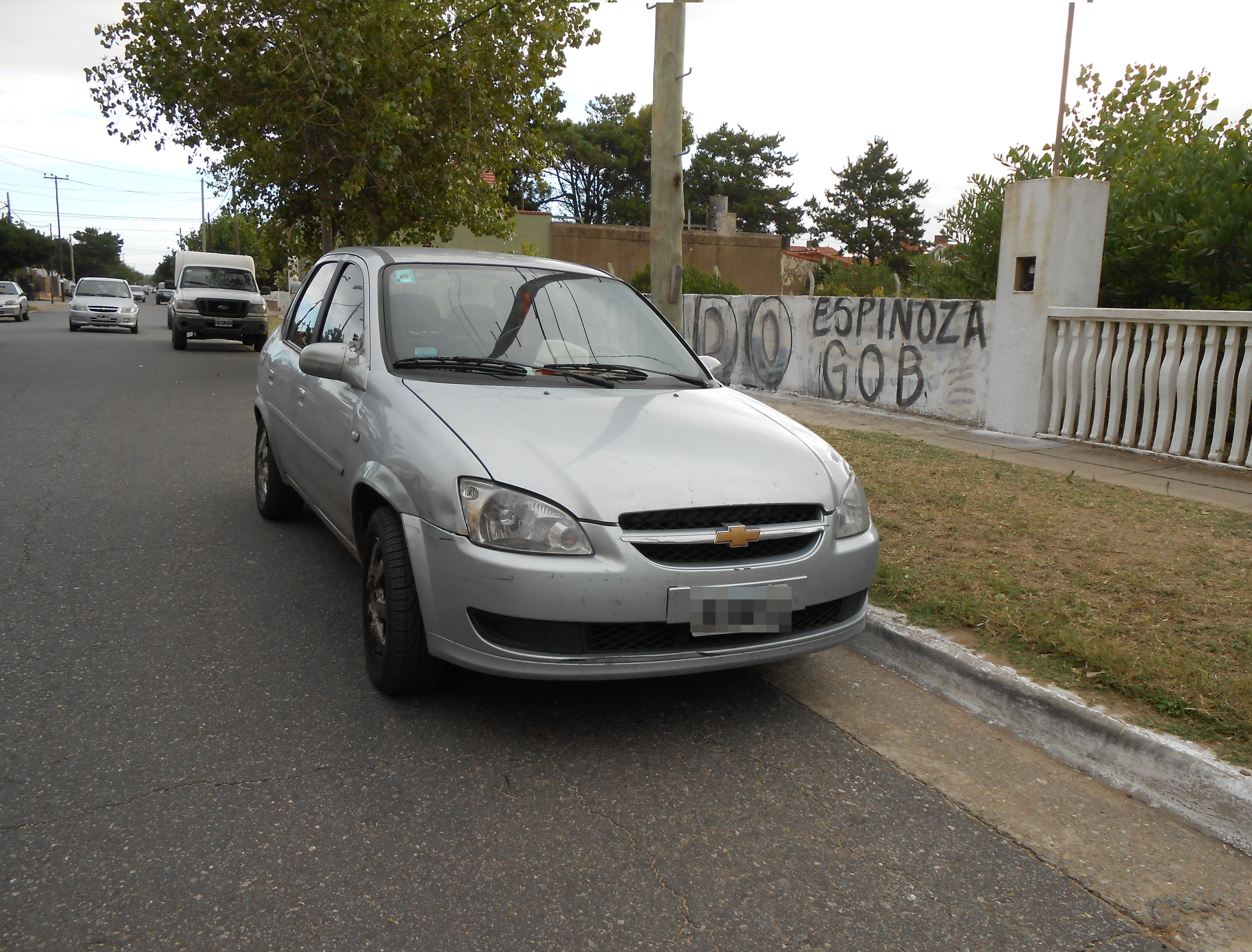
Classic Sedan
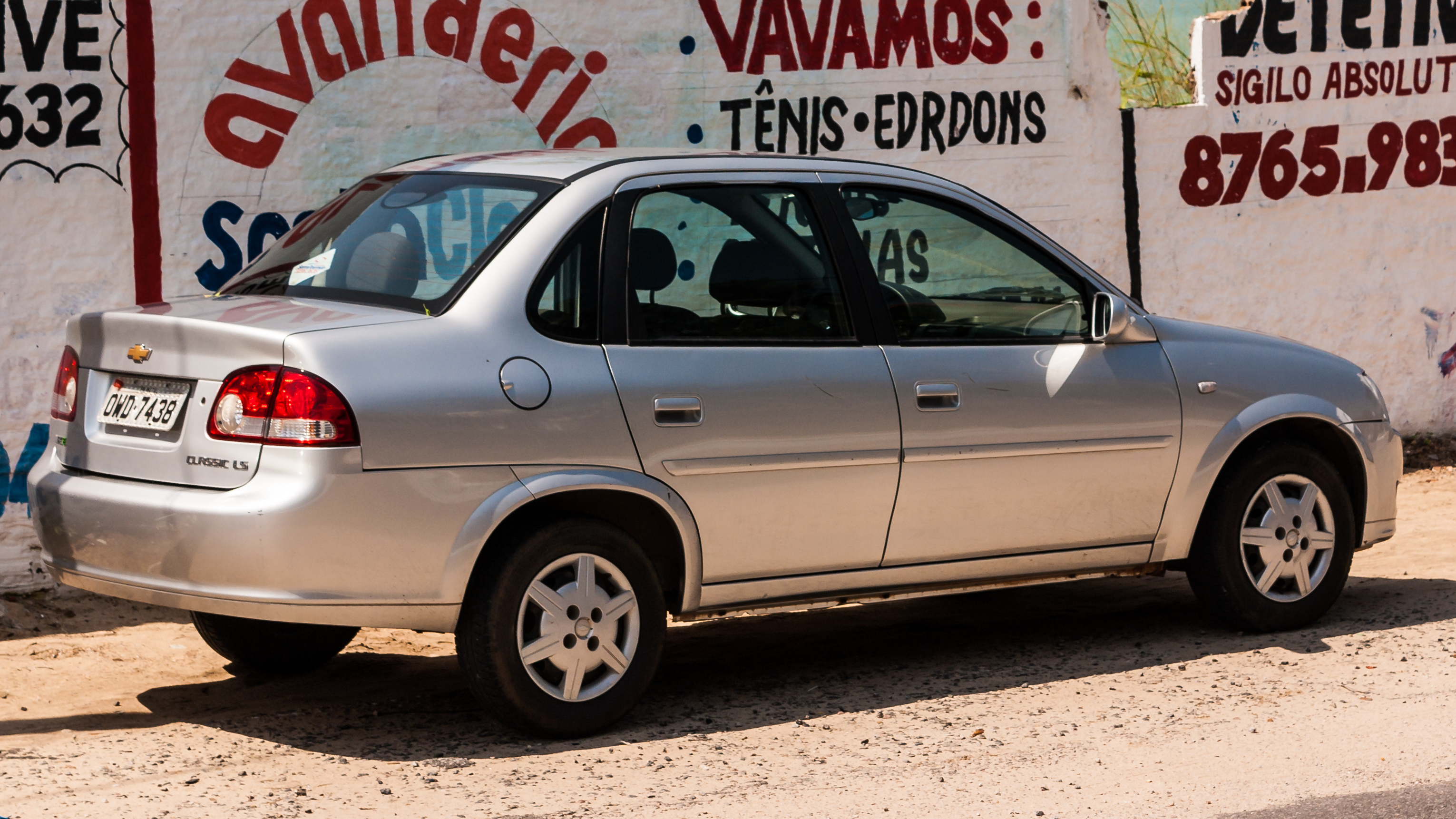
Classic Sedan LS
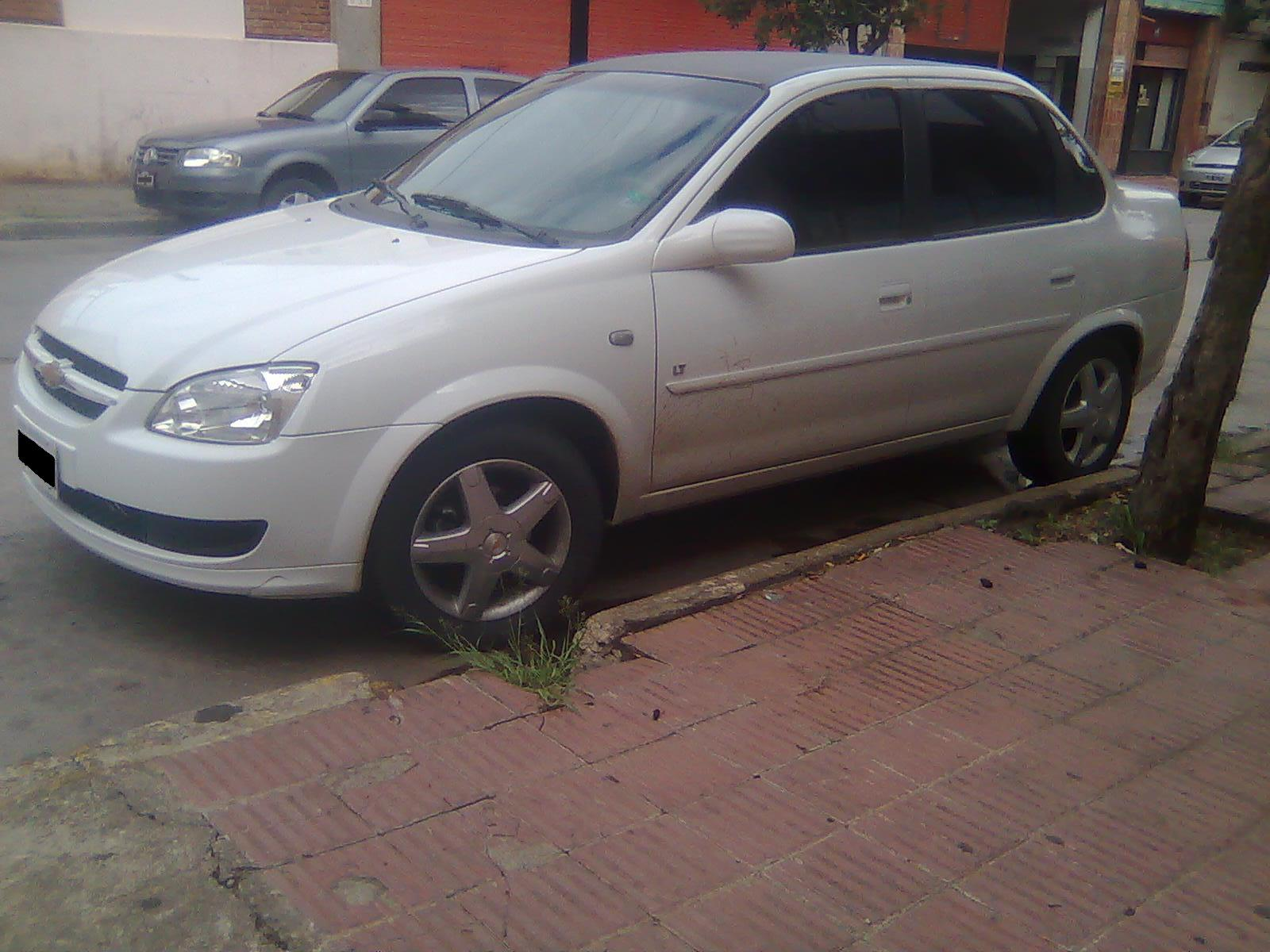
Classic Sedan LT
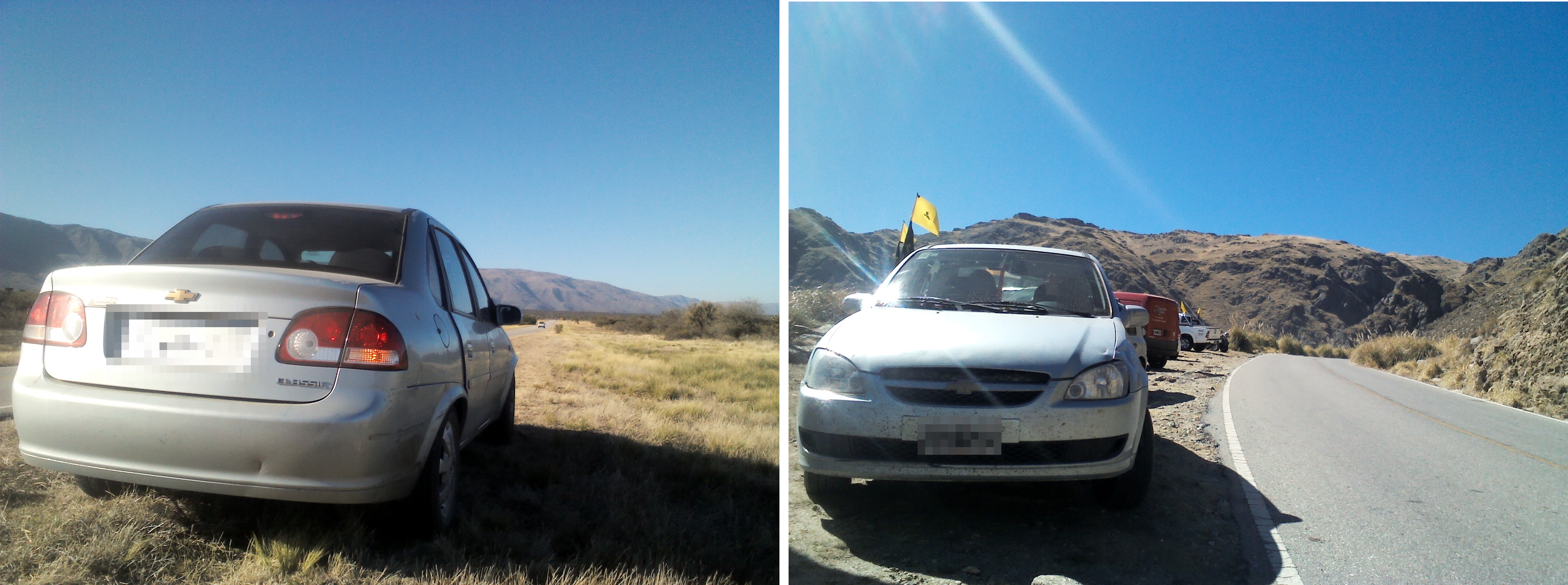
Classic Sedan LT Spirit
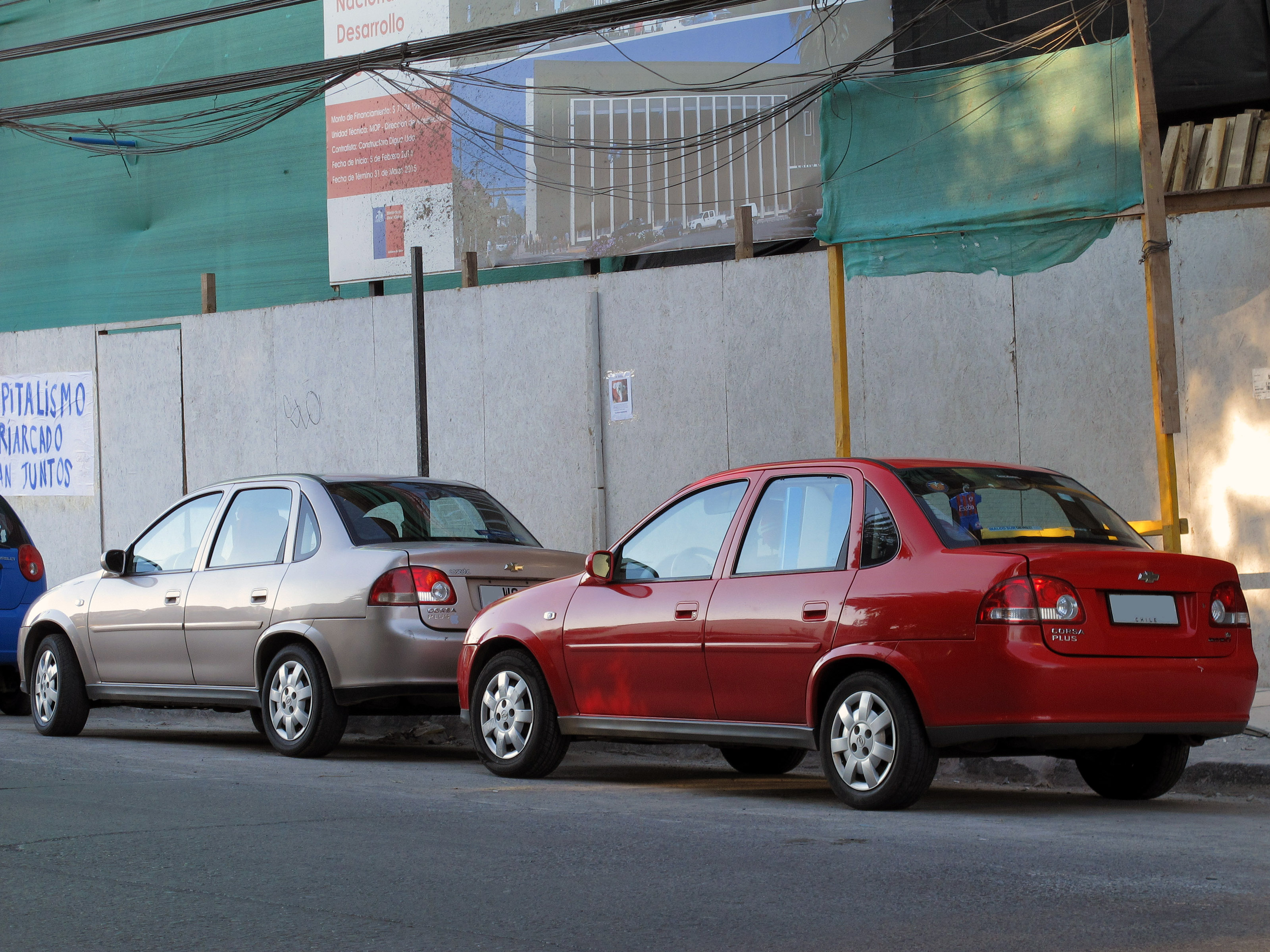
Corsa Plus en Chile, nombre utilizado para versión de origen chino
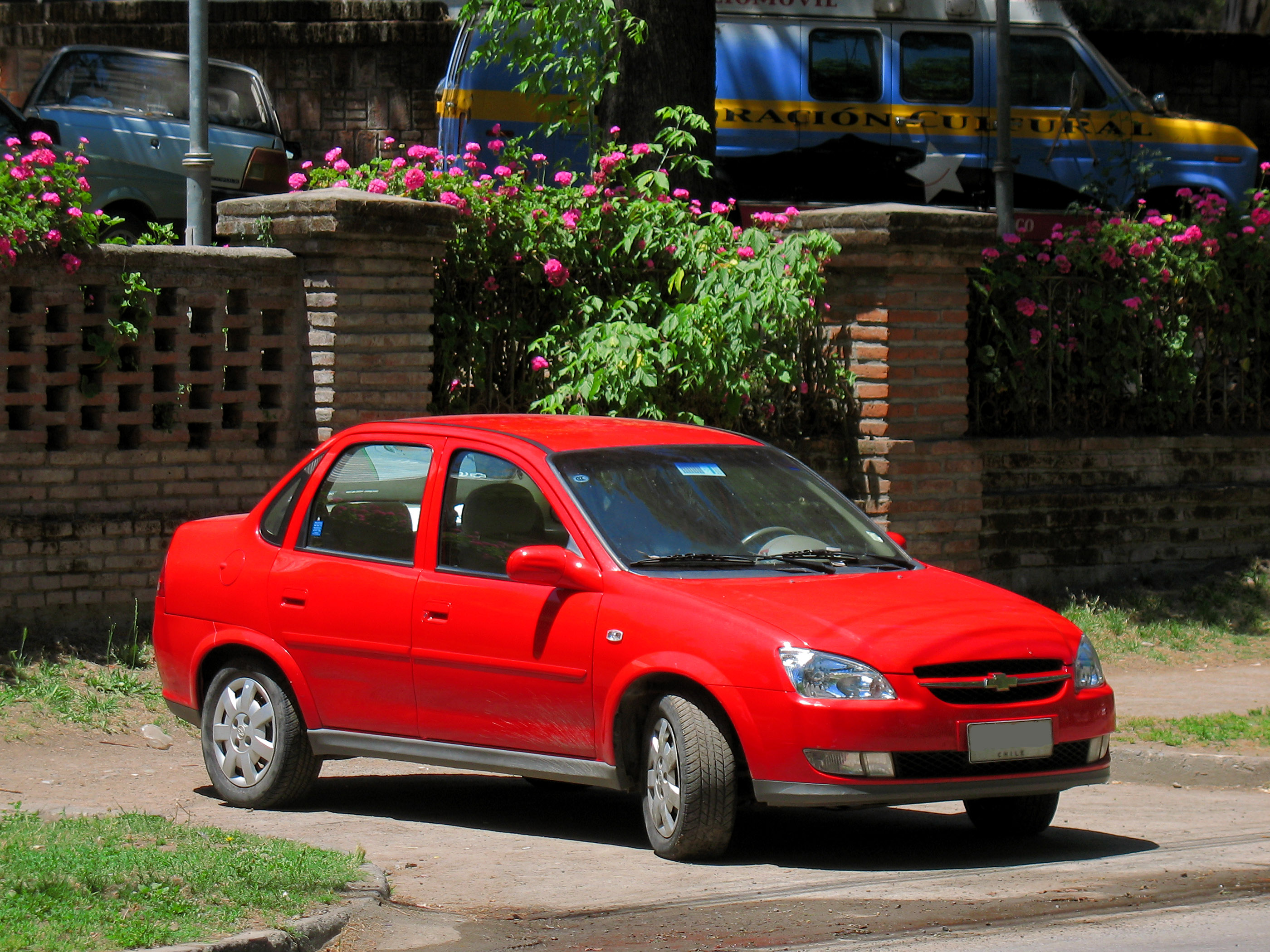
Corsa Plus en Chile, nombre utilizado para versión de origen chino
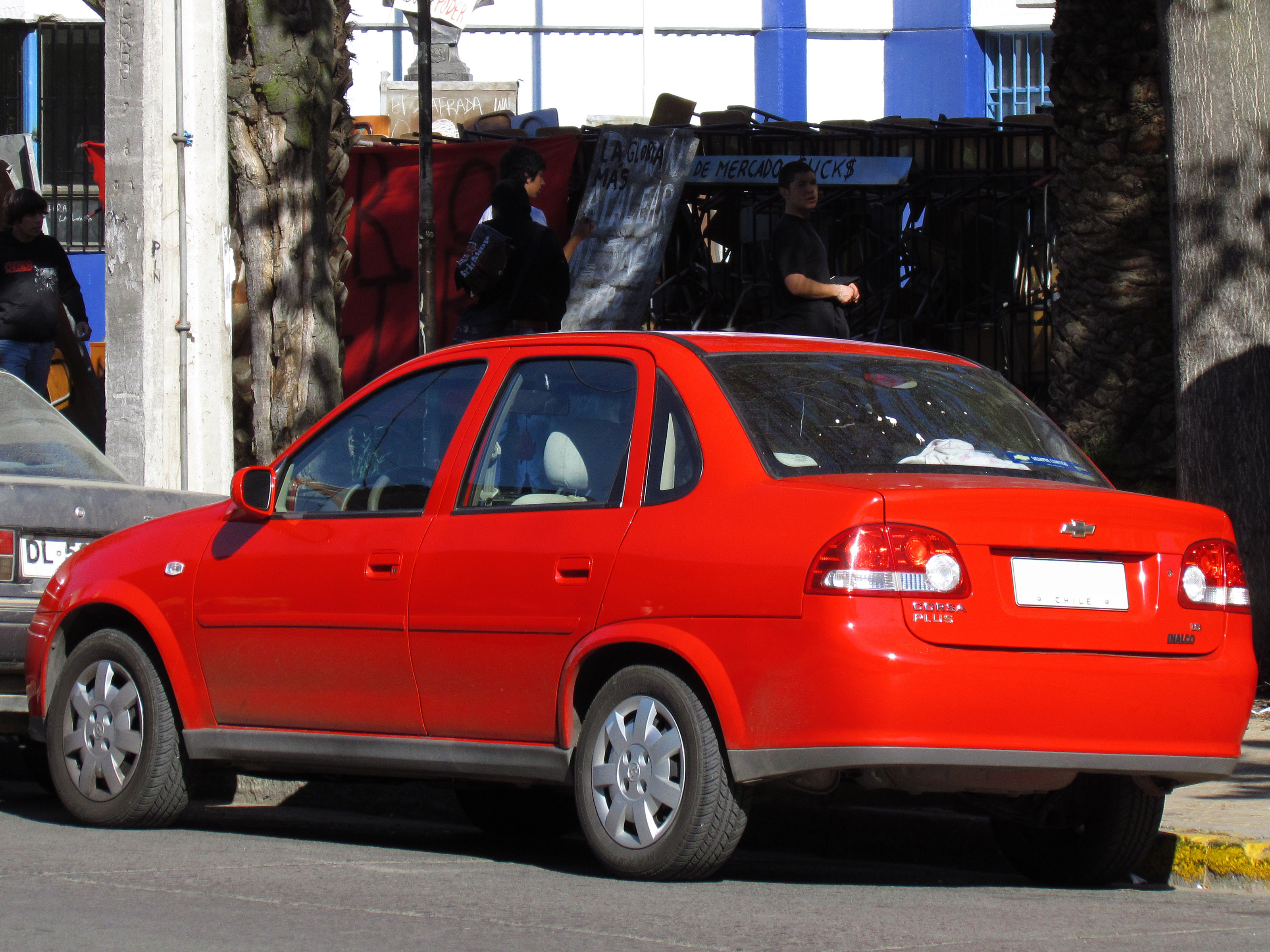
Corsa Plus en Chile
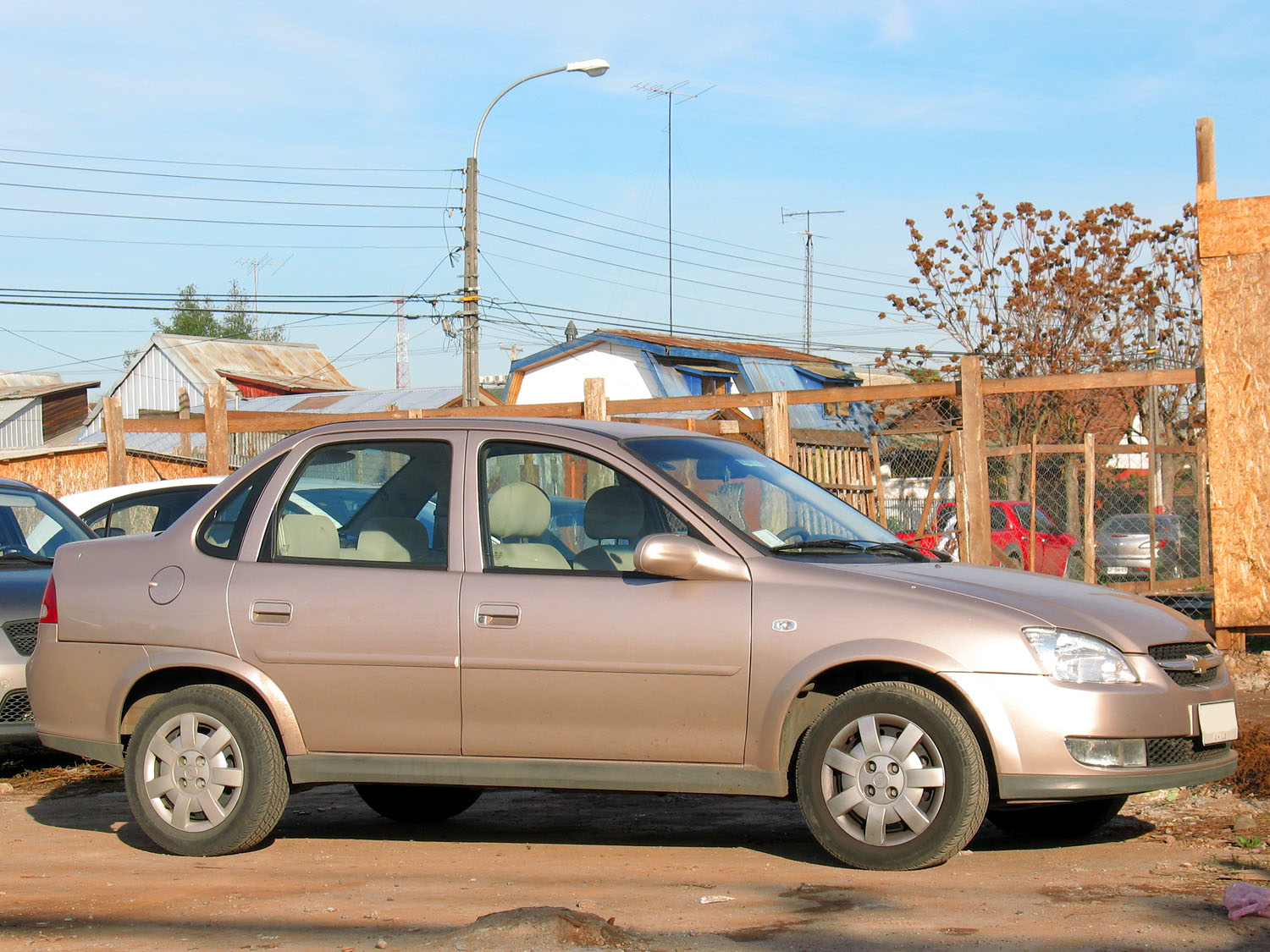
Corsa Plus en Chile
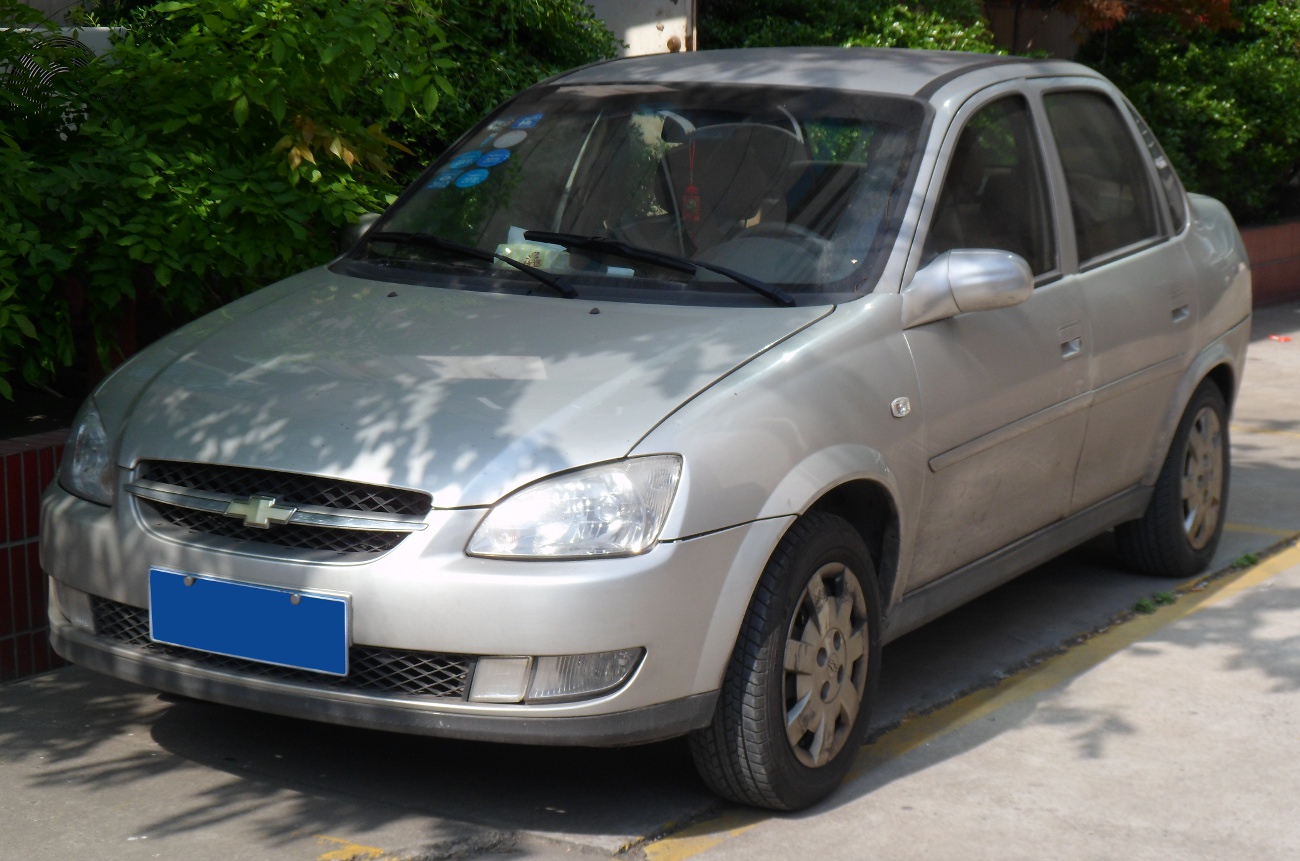
Chevrolet Sail chino.